# 澳門輕軌
澳門輕軌（葡萄牙語：Metro Ligeiro de Macau, MLM）是澳門的鐵路集體運輸系統，由澳門政府全資持有的澳門輕軌股份有限公司運營。工程首階段於2012年2月動工，首條路線氹仔線於2019年12月10日通車，初期僅服務氹仔地區；其後於2023年延伸至澳門半島的媽閣站以及於2024年啓用石排灣線及橫琴線，分別連接路環及橫琴口岸。

## 歷史

### 早期鐵路規劃
1922年，澳葡的港口填海工程規劃中，並預計了鐵路的接駁路段，利用鐵路把港口連接起來，以有助貨品在陸上的運送，路軌走線分為兩條︰
- 內港／沙梨頭、提督馬路、黑沙環、馬交石、圓台仔、外港、西灣、Iilha da Rada（澳氹水道之間新人工島）、氹仔市區，到達氹仔兩個碼頭。
- 關閘、黑沙環、馬交石、圓台仔、外港、西灣、Iilha da Rada（澳氹水道之間新人工島）、氹仔市區，到達氹仔兩個新碼頭。

後來填海工程受政治、規劃和資金等各種因素不斷修改，直到1930年代，筷子基、黑沙環和新口岸的填海工程才竣工。然而當時澳葡政府因政治和戰爭等因素，新碼頭沒有落成，同時亦沒有為新填海土地發展，遂成為農地與木屋區，而鐵路規畫亦無疾而終。
直到1990年，澳葡政府計劃在九九年主權移交前改善澳門的基建設施，其中包括研究興建單軌鐵路的可行性。顧問報告提議興建兩條路線，以外港碼頭為總站，分別來往人口稠密的黑沙環至關閘和葡京酒店至南灣，日後可延伸網絡至氹仔。工程造價約15億澳門幣，令新華社澳門分社社長郭東坡警告葡方須考慮財政問題，工務政務司韋高信（Luis Vasconcelos）則反斥中方不理解計劃細節，但單軌方案最終被新任澳督韋奇立否決。

### 2001年-2008年：輕軌建造方案研究及規劃

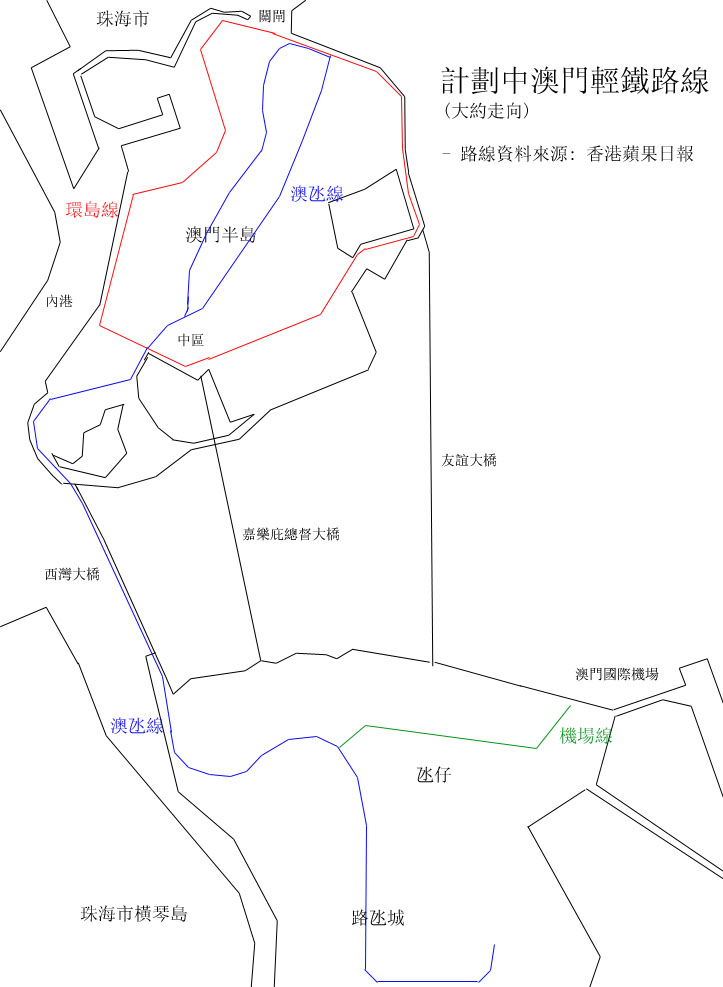
澳門輕軌初步選線方案

#### 香港地鐵公司初步研究
2001年，時任澳門行政長官何厚鏵發表的《2002年財政年度施政報告》中提出為解決城市交通問題，政府將會引入全新集體運輸系統。隨後，於2002年，澳門政府委託香港的地鐵有限公司（現香港鐵路有限公司）為澳門的軌道運輸系統進行研究。2003年2月19日，澳門立法會第一常設委員會會議介紹了《澳門架空捷運系統――初期可行性研究》報告。報告建議的系統採用架空輕軌方案，首期系統總造價約為27至30億澳門元，採用公私合營投資方式。但報告發表後，坊間意見不一，方案的成本效益備受質疑，未以居民為主要服務對象亦備受批評。其後同年4月15日，時任運輸工務司司長歐文龍以鄰近地區以至全球經濟出現不明朗因素為理由，決定暫緩輕軌的建設計劃。

#### 香港地鐵公司第二次研究
2005年2月，地鐵公司完成第二份名為《澳門軌道捷運系統可行性研究》的顧問研究報告，並訂定了初步選線方案。系統捨棄高架捷運方案，採用地底及架空結合方案，以免影響澳門歷史城區的世界文化遺產景觀。報告其後因造價太高及路線分佈等問題而告吹。

#### 深化研究
2006年10月23日，澳門政府根據地鐵公司的顧問研究報告以及公眾諮詢的意見，發表《軌道捷運系統深化研究》方案。同時澳門政府就《軌道捷運系統深化研究》全面諮詢公眾意見，被指存在站點設置過密以及未能照顧舊城區等問題。

#### 優化方案及及決定興建
2007年7月13日，澳門政府公布《軌道捷運系統優化方案》，內容與《軌道捷運系統深化研究》相似。方案指出工程由香港地鐵有限公司以及國際機構合組的公司共同興建，冀望於2011年落成首階段工程及啟用。
2007年7月17日，運輸工務司司長劉仕堯承諾於首期工程動工後，隨即進行第二期方案的規劃，並並於明年提出可行性方案諮詢公眾。
2007年10月12日，運輸工務司司長劉仕堯正式宣佈興建輕軌首期路線。預計於2007年底邀請國際顧問公司草擬標書，2008年公開招標，並原定於2008年下半年正式動工。
2007年11月，成立運輸基建辦公室。
2008年10月23日，運輸基建辦公室表示，由於有投標公司提出上訴，原定2008年下半年動工的首期工程延至2009年展開，並期望不遲於2013年通車。
2009年10月17日，運輸基建辦公室公佈《軌道系統第一期2009興建方案》。車站及路線有調整，車站總數調整為21個，並將媽閣站改爲地底等。

### 2009年-2018年：第一期路線招標及興建

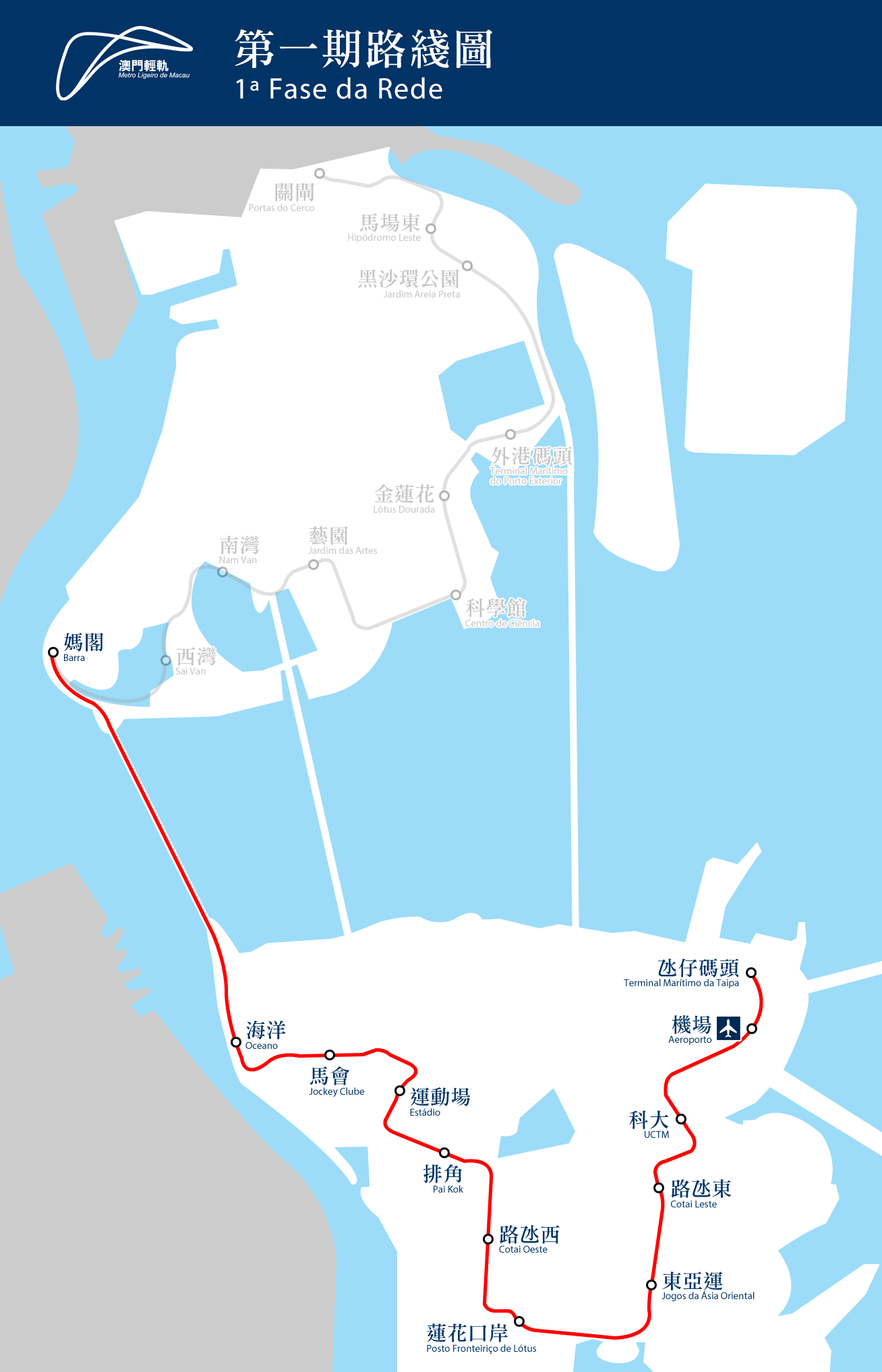
第一期的路線走向圖（澳門半島段為灰色）

2009年12月，「澳門輕軌系統第一期行車物料及系統」展開採購國際公開招標。
2010年12月30日，運輸基建辦公室公佈“澳門輕軌系統第一期行車物料及系統”採購國際公開招標的甄審結果，三菱重工有限公司（Mitsubishi Heavy Industries, Ltd.）擊敗其餘兩競爭對手，以四十六億八千八百萬澳門元中標。
2011年3月3日，日本三菱重工業公司和伊藤忠商事公司以480億日元獲得澳門輕軌系統的設備訂單，订单包括了110节车厢、通讯系统及自动检票机等整套设备。
2011年10月13日，運輸基建辦公室公佈，經市民票選，「濱海巡航」成澳門輕軌列車車款。
2013年4月20日，土地工務運輸局城市規劃廳長劉榕表示，為配合廣珠城軌拱北站已通車，當局正研究輕軌第一期由關閘站延伸至青洲站，作為澳門半島第2個通往珠海的關口。
2013年8月7日，輕軌列車開始進入生產階段。
2013年11月12日，行政長官崔世安在宣讀2014年財政年度施政報告時證實輕軌新口岸段行走內街的爭議終有解決條件，新口岸輕軌路線將調整，將走綫貫穿內街倫敦街改為環繞外圍孫逸仙大馬路，已獲中央政府批准，在維持新城填海面積不變的前提下，微調部分填海範圍，適當增加孫逸仙大馬路一帶土地面積，以作輕軌外圍走線結合外環行車道的調整，年底將確定新口岸最終走綫，澳門段最快2014或2015年動工，因澳門段工程比氹仔段已延遲達2至3年，通車日期亦因此需延至2018或2019年。
2013年12月23日，交諮會委員鄭煜建議，除爭取輕軌氹仔客運碼頭至海洋花園段首先通車外，亦建議盡早研究將輕軌延伸至石排灣公屋群甚至路環，發揮輕軌氹仔段的最大效用，解決石排灣公屋群住戶的出行需求。
2014年1月18日，在石排灣線可行性研究公衆座談會上，居民除關注能否延伸路環外，更有市民希望進一步延伸至黑沙海灘，運建辦技術顧問林瑞海表示會綜合分析意見，按實際情況考慮延伸路環、黑沙的需要。
2014年6月3日，澳門輕軌第一期澳門南段已經定線，新口岸段由最初經倫敦街、在宋玉生廣場設站、然後經波爾圖街轉入城市日大馬路。現在改為經過金蓮花站後一直沿孫逸仙大馬路，然後再轉入城市日大馬路，中途在新增填海的地方設立科學館站，全部以高架的方式行走。
2016年3月，運輸基建辦公室官方網站刪去澳門輕軌第一期澳門北段路線，僅剩下「關閘」一站及一段沿海走向的灰色線段。
2018年1月5日，運建辦提出全新輕軌路線（東線），由關閘經新城A區到達氹仔北安碼頭，並於短期內展開研究，澳門半島線則仍未有動工時間表。
2018年1月6日，運輸基建辦公室主任何蔣祺在立法會口質大會回應時提到，因應澳門關閘到離島的人流需要，根據顧問公司建議，短期內會研究東線，連接關閘、A區及氹仔北安客運碼頭，全長7.8公里。
2018年3月23日，運輸工務司司長羅立文表示，建設輕軌順序一直是：先完成氹仔線及輕軌車廠，然後接駁至媽閣站，再接駁至石排灣。如果今屆政府尚有時間，會開展輕軌東線工程。至於澳門線則排最後做，因爲澳門線施工需要到處開挖路面。

### 2018年-2019年：氹仔線測試及啟用
2018年4月11日，為配合輕軌氹仔線於2019年開通運營，政府委託港鐵公司提供“協助澳門輕軌系統氹仔線的營運及維護服務”，為期80個月。服務範圍涵蓋氹仔線的通車前測試及啟用系統、組成運營團隊和開展職前培訓；亦負責首五年營運，以及列車、信號系統及基建設施的維修保養。
2018年12月3日至15日每天21:00至翌日04:00期間，氹仔線開展夜間列車測試，期間於沿線開展列車運行、進出車站、月台幕門開關、資訊顯示和廣播系統等多項測試，模擬氹仔線未來的運作情況。
2019年8月21日，邀請傳媒試坐輕軌列車。運輸基建辦公室主任何蔣祺稱，輕軌通車日期需要配合成立公司的工作，包括商業登記註冊、成立董事會等，會盡力於12月20日前通車。他又稱，在輕軌的營運初期，乘客可透過單程車票或輕軌儲值卡入閘，暫未能使用其他付款方式。至於其他輕軌線的工程，則因成立輕軌公司，將會暫緩。
2019年8月25日，澳門特首候任人賀一誠承諾，在五年任期內必然完成媽閣線工程。他稱，興建東線不需增加大量設備，因此造價不會很高。他又稱，現屆政府只研究了東線，不會排除其他方案。 
2019年10月1日，成立於2007年11月的運輸基建辦公室正式撤銷，並由全公共資本公司澳門輕軌股份有限公司取代。為配合氹仔線的開通，特區政府與澳門輕軌公司簽署為期十年的“輕軌系統運營、經營及維護的批給之公證合同”。另外，港鐵（澳門）公司則負責輕軌氹仔線的營運及維修服務。
2019年12月10日，澳門輕軌正式通車，一眾政府官員於上午出席氹仔輕軌車廠舉行的通車儀式；首班車於下午3時33分開出。。
2019年12月18日13:00至20日期間，澳門輕軌氹仔線暫停客運服務，以配合中共中央總書記習近平視察澳門特別行政區的特別安保工作安排，於12月21日恢復正常。

### 2020年-2022年：「一站三綫」建設
2020年4月21日，澳門行政長官賀一誠發表《2020年財政年度施政報告》，提出輕軌石排灣線於2020年內動工，橫琴線於年內完成設計，東線亦於同年內展開公眾咨詢並計劃全線以地下形式興建來節省地面空間。
2021年3月18日，輕軌橫琴線項目開工儀式在澳門原路氹邊檢大樓和橫琴兩地同時舉行。
2021年9月5日，中共中央、國務院印發了《橫琴粵澳深度合作區建設總體方案》，建議推進基礎設施互聯互通。支持澳門輕軌延伸至合作區與珠海城市軌道線網聯通，融入內地軌道交通網。
2021年9月30日，輕軌石排灣線主體建造工程第一階段動工，蓮花路、博愛大馬路 (鄰近路氹連貫公路交界處)及石排灣大馬路實施臨時交通措施。
2021年10月15日，特區政府宣佈更換氹仔線全線的22千伏高壓電纜，涉及124公里的電纜，10月20日起開始工程，爭取180天內完成，期間全線需要停駛。
2022年4月3日，氹仔線全線恢復營運，列車於06:30分別由氹仔碼頭站和海洋站開出。
2022年5月23日，交通事務局公佈《澳門陸路整體交通運輸規劃（2021-2030）》，預計氹仔線延伸至媽閣站工程於2024年前完工，2025年前完成石排灣線和橫琴線，並爭取於2028年完成東線工程。屆時澳門輕軌線網里程約24公里。又預測2030年輕軌日客流量預計會提升至每日13.7萬人次。
2022年7月11日至22日，因澳門實施全澳相對靜止管理措施，輕軌氹仔線全線暫停營運。
2022年9月24日，行政長官賀一誠宣佈，中央人民政府已正式同意澳門可使用內地的一塊土地，東線可以由關閘延伸到青茂口岸。

### 2023年：東線動工及媽閣站啟用
2023年2月27日，媽閣站主體工程完工，公共建設局同時開展媽閣線列車動態測試工作。
2023年8月11日，配合媽閣線列車動態測試階段進入最後階段，氹仔線全線開展列車及系統總測試，以及預試營運等相關工作。在測試進行期間，列車和車站的顯示屏及廣播系統新增媽閣站。蓮花口岸站更名為蓮花站。
2023年8月下旬，橫琴粵澳深度合作區城市規劃和建設局發佈的公告顯示，橫琴高鐵站將選址深合區城市中心，距離橫琴口岸兩公里，可與澳門輕軌無縫換乘。
2023年10月20日，輕軌東線工程舉行動工儀式，標誌著全線興建工程正式展開。
2023年12月8日，作為氹仔線延伸至澳門半島一部分的媽閣線正式通車，標誌輕軌正式連通氹仔與澳門。媽閣站往氹仔碼頭站方向的首班列車於06:30開出；而首班抵達媽閣站的跨海列車則於06:30在馬會站開出。
2023年12月29日，全國人大常委會正式通過授權澳門特別行政區對廣東省珠海市拱北口岸東南側相關陸地和海域實施管轄的決定。有關決定通過後，東線將有條件連通關閘及青茂兩個口岸。

### 2024年：石排灣線及橫琴線通車
2024年1月下旬，公共建設局將石排灣線及橫琴線列車操作服務判予澳門輕軌股份有限公司負責，期限為2024年1月1日至9月30日，判給金額為680萬澳門元，其中石排灣線已於2024年1月開始列車系統測試。
2024年3月31日，石排灣線基本完工，並進行各系統及分三個階段的列車運行測試；另安排測試列車駛入橫琴線，並於短期內開始系統及列車測試。
2024年4月1日，經中華人民共和國國務院批覆，橫琴口岸的輕軌橫琴站預留空間正式交付澳門特區使用，並依照澳門特區法律實施管轄。項目土建及列車系統工程已基本完成。橫琴線另計劃於2024年10月完成驗收及預試運營。
2024年5月8日凌晨約01:30，石排灣線及橫琴線的行車系統承辦商進行列車測試期間，一列正常行駛的測試列車（編號：021）於協和醫院站4號月台附近，撞向另一列發生故障的測試列車（編號：040），導致車上四名車長不同程度受傷，受傷車長送往仁伯爵綜合醫院治療。兩列列車嚴重損毀並停留在事發處。公共建設局對意外事故高度關注，並即時暫停石排灣線及橫琴線的測試。經調查後發現事故屬人為操作錯誤，不涉及系統的安全問題。公共建設局稱，各單位已對列車測試流程等環節實施加強措施並完成演練，因此石排灣線及橫琴線恢復列車測試工作。
2024年9月1日，協和醫院站局部啟用，氹仔線乘客可於該站上下車；石排灣線部分則仍未竣工。
2024年9月30日，橫琴線工程項目竣工，並交付予澳門輕軌股份有限公司開展試營運工作。
2024年11月1日，連接協和醫院站至石排灣站的石排灣線正式通車，標誌著輕軌服務擴展至路環島。
2024年12月2日，連接蓮花站至橫琴站的橫琴線正式通車。

### 2025年：東線建設及新路線規劃
2025年4月30日，運輸工務司司長譚偉文表示已規劃兩條行走在澳門半島的輕軌路線，包括西線和另一輕軌路線（澳門口岸人工島支線及澳門半島線之合併路線），並在同年7月7日表示澳門半島的兩條路線會適時舉行諮詢，並指以地下形式興建是「唯一出路」

## 營運路線

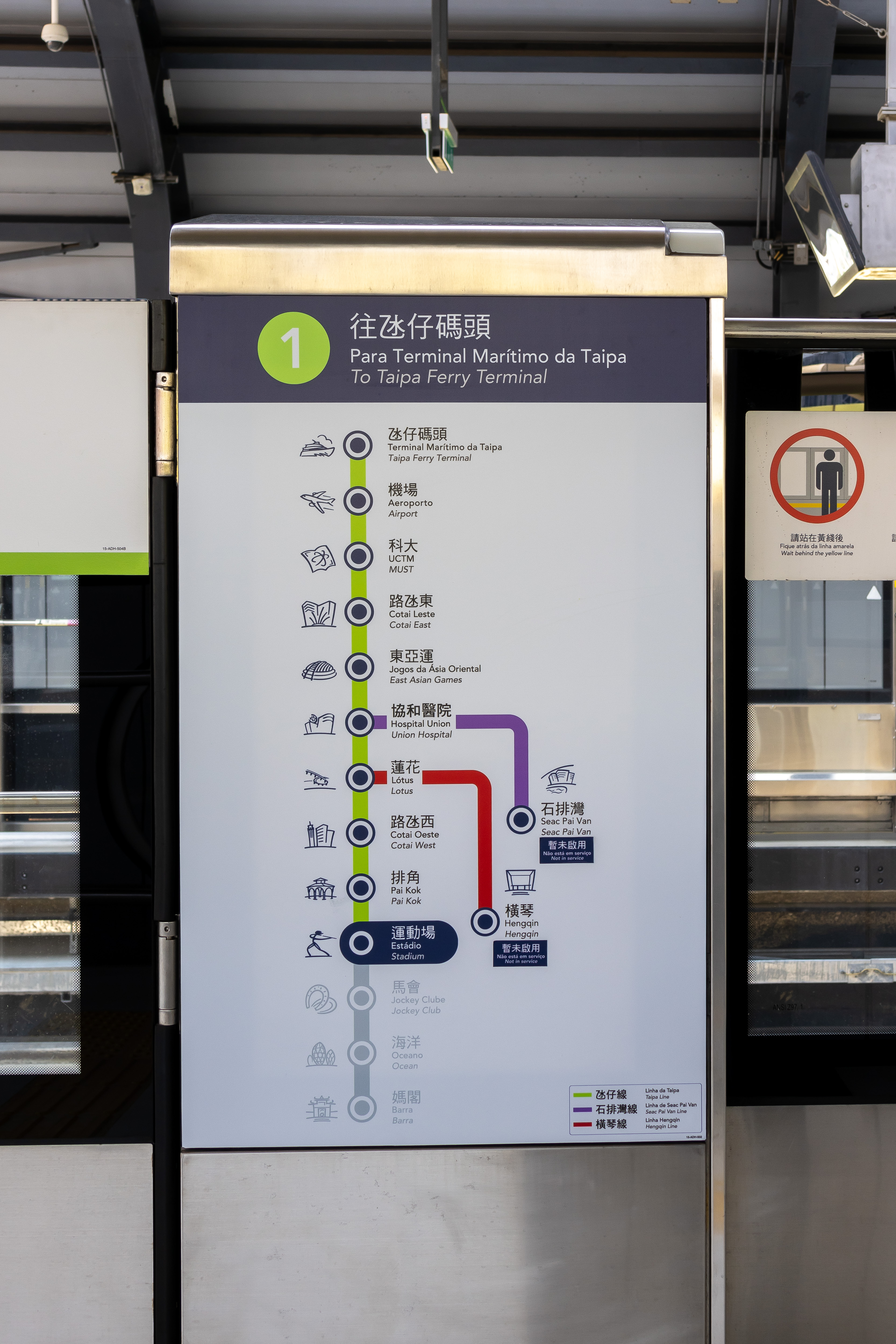
月台幕門前的路線指示

澳門輕軌共有3條營運路線，總長度為16.3公里，覆蓋氹仔及路氹城，並連接澳門半島媽閣、路環石排灣公屋群及橫琴口岸澳門口岸區。
| 路線       | 通車日期       | 最近延長日期  | 區間            | 長度     | 系統         | 機廠         |
| ---------- | -------------- | ------------- | --------------- | -------- | ------------ | ------------ |
| █ 氹仔線   | 2019年12月10日 | 2024年9月1日  | 氹仔碼頭 - 媽閣 | 12.5公里 | 中型鐵路系統 | 氹仔輕軌車廠 |
| █ 石排灣線 | 2024年11月1日  | 2024年11月1日 | 協和醫院-石排灣 | 1.6公里  | 中型鐵路系統 | 氹仔輕軌車廠 |
| █ 橫琴線   | 2024年12月2日  | 2024年12月2日 | 蓮花－橫琴      | 2.2公里  | 中型鐵路系統 | 氹仔輕軌車廠 |

## 票務

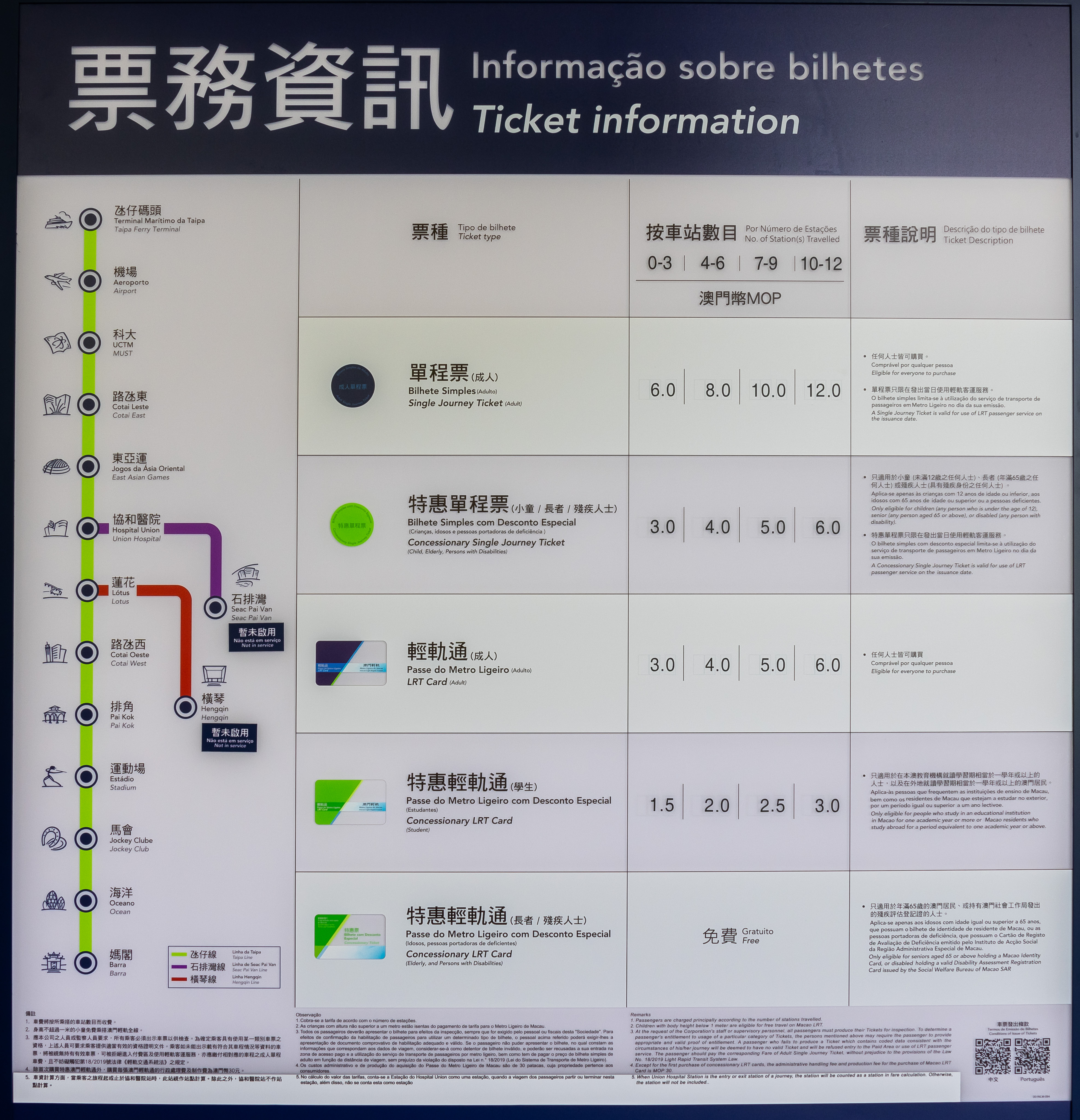
澳門輕軌的票價

### 票價

#### 現行票價
- 澳門輕軌的票價採用按站數計算，按乘搭的站數遞增。其中，媽閣站往來海洋站，以及橫琴站往來蓮花站的跨海段，在計算車站數目時視作兩站；協和醫院站在一般情況下不作計算，但乘客如果涉及該站或石排灣站入閘或出閘時則視作站數計算。
- 持輕軌通或澳門通卡可享有相應的車資優惠；持長者或殘疾人士輕軌通或澳門通卡更可享受免費乘車優惠。
- 身高不超過一米的小童無需購票，但須由一名成人隨行。
- 所有乘客如果在付費區內停留超過1小時（60分鐘），逾時出閘每30分鐘須額外支付金額相當於成人單程票規定的最低票價費用（6元）。[52][53]

| 乘坐車站數目 | 單程票 | 單程票                    | 輕軌通 | 輕軌通 | 輕軌通         | 澳門通 | 澳門通 | 澳門通 | 澳門通 |
| 乘坐車站數目 | 成人   | 特惠 小童／長者／殘疾人士 | 成人   | 特惠   | 特惠           | 全民卡 | 學生卡 | 長者卡 | 殘疾卡 |
| 乘坐車站數目 | 成人   | 特惠 小童／長者／殘疾人士 | 成人   | 學生   | 長者／殘疾人士 | 全民卡 | 學生卡 | 長者卡 | 殘疾卡 |
| ------------ | ------ | ------------------------- | ------ | ------ | -------------- | ------ | ------ | ------ | ------ |
| 0-3          | $6     | $3                        | $3     | $1.5   | 免費           | $3     | $1.5   | 免費   | 免費   |
| 4-6          | $8     | $4                        | $4     | $2     | 免費           | $4     | $2     | 免費   | 免費   |
| 7-9          | $10    | $5                        | $5     | $2.5   | 免費           | $5     | $2.5   | 免費   | 免費   |
| 10-12        | $12    | $6                        | $6     | $3     | 免費           | $6     | $3     | 免費   | 免費   |

#### 過往票價
| 票種及乘坐車站數目 | 單程票 | 單程票                        | 輕軌通 | 輕軌通 | 輕軌通         | 澳門通 | 澳門通 | 澳門通 | 澳門通 |
| 票種及乘坐車站數目 | 成人   | 特惠 （小童／長者／殘疾人士） | 成人   | 特惠   | 特惠           | 全民卡 | 學生卡 | 長者卡 | 殘疾卡 |
| 票種及乘坐車站數目 | 成人   | 特惠 （小童／長者／殘疾人士） | 成人   | 學生   | 長者／殘疾人士 | 全民卡 | 學生卡 | 長者卡 | 殘疾卡 |
| ------------------ | ------ | ----------------------------- | ------ | ------ | -------------- | ------ | ------ | ------ | ------ |
| 0-3                | $3     | $1.5                          | $1.5   | 免費   | 免費           | $1.5   | 免費   | 免費   | 免費   |
| 4-6                | $4     | $2                            | $2     | 免費   | 免費           | $2     | 免費   | 免費   | 免費   |
| 7-10               | $5     | $2.5                          | $2.5   | 免費   | 免費           | $2.5   | 免費   | 免費   | 免費   |

### 車票種類

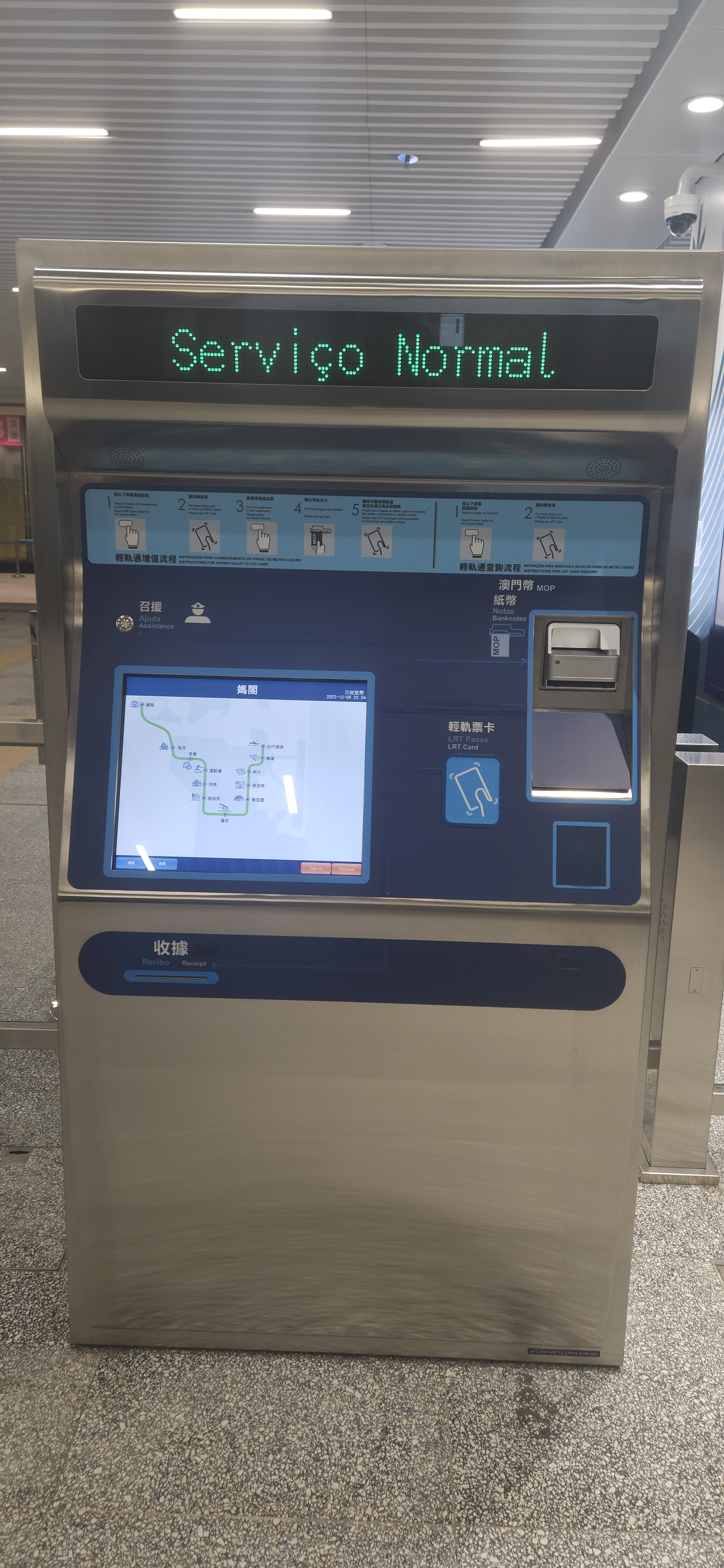
澳門輕軌的輕軌通增值機

#### 單程票
只限在發出當日使用，以代幣形式在各車站的自助售票機或客戶服務中心發售。單程票分為兩種，分別是成人單程票及特惠單程票，其中特惠單程票僅限12歲以下兒童、年滿65歲長者及持有效身份證明文件的殘疾人士使用。
自助售票機僅接受澳門幣現金或輕軌通購買單程票，而客戶服務中心可使用澳門幣現金、輕軌通、信用卡（銀行卡）、聚易用、支付寶、微信支付、銀聯雲閃付等付款方式購買單程票。。

#### 輕軌通
輕軌通，又稱為儲值票或輕軌專用電子預付卡，分為成人輕軌通、特惠（長者／殘疾人士／學生）輕軌通及紀念版輕軌通。其中一般預付卡（成人輕軌通）售價30元；特惠（長者／殘疾人士／學生）輕軌通首次發出免費，每次更換須支付30元費用，且不得轉讓，僅可由持有人使用。由2024年8月7日起，所有類型的“輕軌通”卡均不設退款。

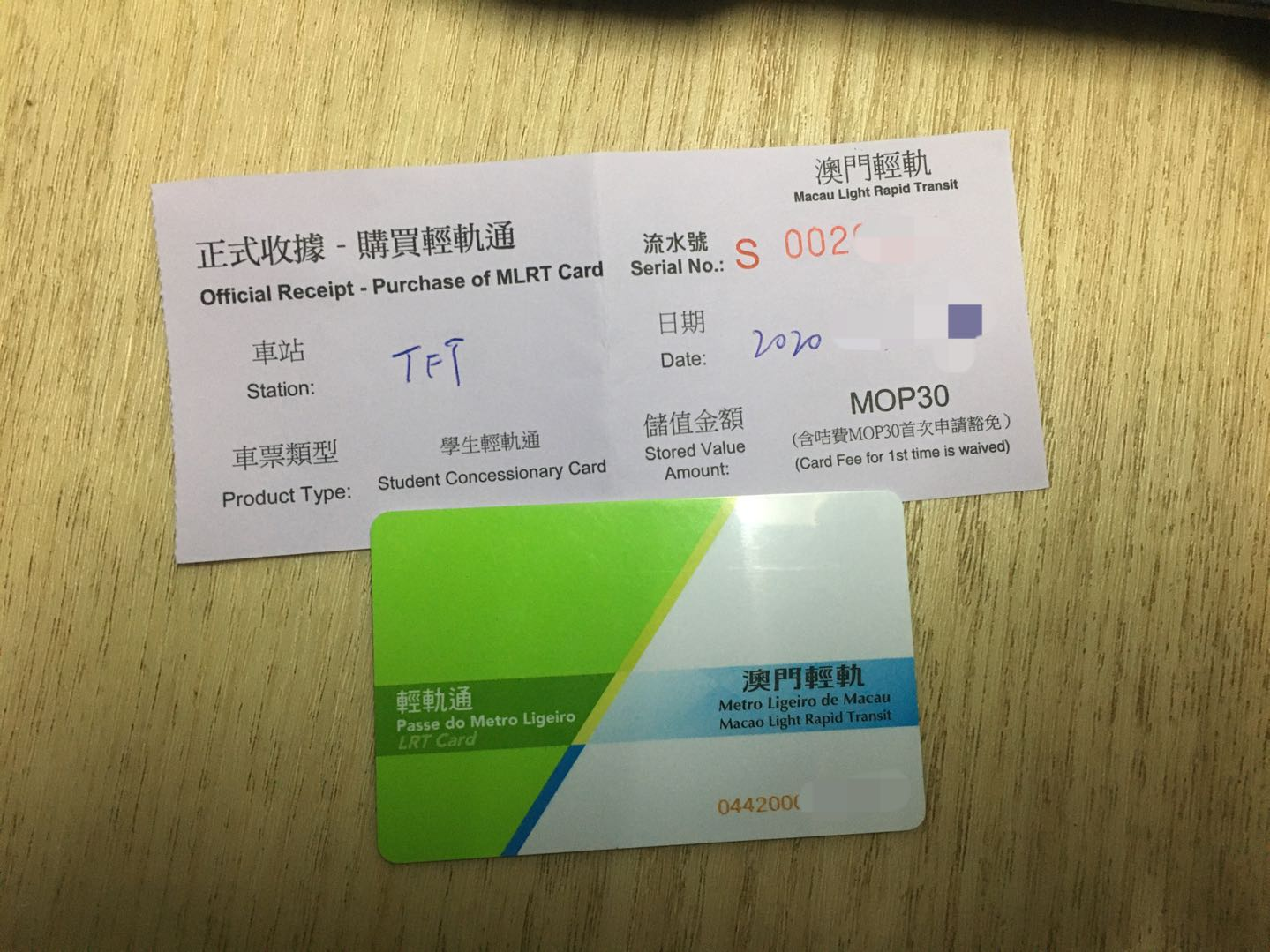
學生版特惠輕軌通正面與收據（氹仔碼頭站售出）
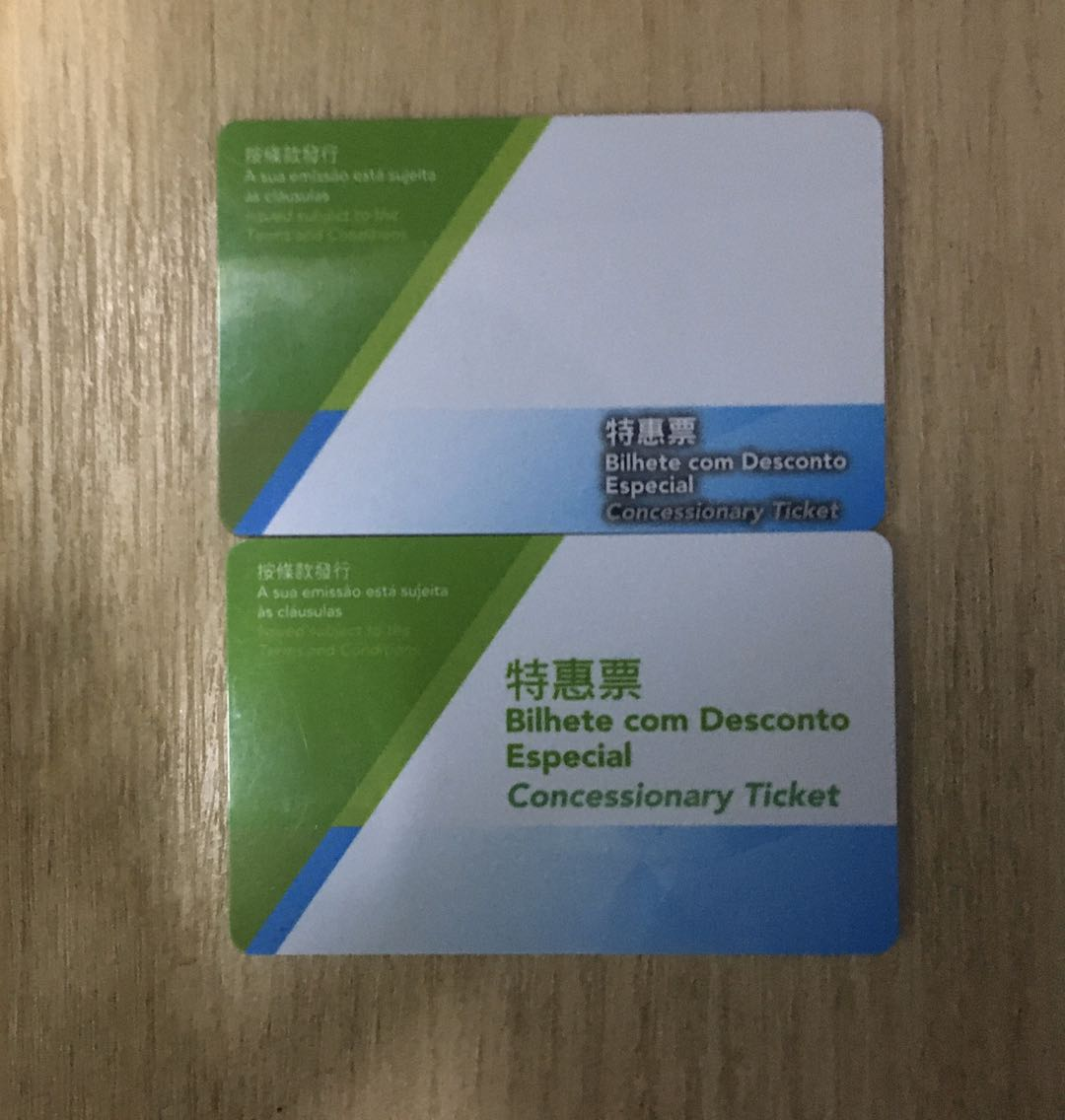
特惠輕軌通反面（上為學生版，下為年滿65歲或以上的長者及殘疾人士版。兩者正面沒有差別）

#### 澳門通
持澳門通卡乘客可以直接拍卡入閘乘坐輕軌，並享有與輕軌通相等的票價優惠，但不設與巴士的轉乘優惠。
2019年通車時，持澳門通卡人士不能直接乘坐輕軌，而需先在客户服務中心購買單程票。

#### 其他付款方式
目前，所有輕軌站閘機及售票機都不能使用二維碼支付、信用卡及非澳門發行的交通聯合卡。使用二維碼支付或信用卡需於客戶服務中心購買單程票。

#### 其他車票
- 特別票：另稱特別輕軌通，在有效期內可無限次乘坐澳門輕軌，除“麥麥輕軌通”外，所有特別輕軌通卡在有效期限結束後可增值作成人輕軌通卡使用。
- 紀念票：不定期限量發售作為紀念用之車票。每種紀念票均以有限的發行量及有效期發出。其中媽閣站開通及氹仔線開通兩套紀念車票套裝均包括附50元儲值額的特別版成人輕軌通一張[54]。而輕軌公司成立五週年和石排灣線開通及橫琴線開通三套紀念車票套裝則附有沒有儲值額的特別版成人輕軌通一張。

### 特別優惠
2019年12月10日，輕軌氹仔線正式通車，輕軌公司宣佈由開通日起至12月31日免費乘搭。在免費乘搭期間，站務員會在閘口向乘客派發單程票，乘客可憑票進站乘車。同年12月30日，免費乘搭措施宣佈延長至2020年1月31日。
2021年8月1日至12月31日，澳門旅遊局與澳門輕軌股份有限公司合作，聯合推出“麥麥輕軌通”。該卡僅供乘坐澳門航空且目的地為澳門的訪澳旅客，憑登機證及有效旅遊證件於澳門國際機場旅遊局咨詢處進行換領，並可在3天內無限次乘搭輕軌。
2022年4月30日至10月31日，澳門旅遊局重啟「麥麥輕軌通」活動，乘坐澳門航空的訪澳旅客可於澳門國際機場換取一張澳門輕軌特別票，三天內無限次乘搭澳門輕軌。
2022年4月3日至12月31日，因應氹仔線已完成更換高壓電纜工程並通過各項測試後恢復營運，輕軌公司推出票務優惠，一般單程票票價減半，普通輕軌通、澳門通全民卡或特惠單程票採取原有一般單程票的2.5折優惠（1.5元至2.5元），持學生輕軌通或澳門通卡車費全免。
2024年9月29日至10月1日，為慶祝中華人民共和國國慶75周年及澳門特別行政區成立二十五周年紀念，以及配合於該年9月29日舉行澳門大橋健步行活動，輕軌一連三天開放乘搭。免費搭乘期間無需購票，只需按照現場工作人員的指示進出閘口。
2024年12月20日，為慶祝澳門特別行政區成立二十五周年紀念，輕軌全線於當天免費乘車。免費搭乘期間無需購票，只需按照現場工作人員的指示進出閘口。

## 設施

### 特點
- 膠輪行走，噪音較少
- 採用第三軌供電，毋須興建高架電纜，對景觀影響較少；隧道淨空要求亦較低
- 車站採用自然透光，自然通風的環保設計（地下站除外）
- 車站設扶手電梯及升降機、盲人引導徑
- 使用四種语言廣播（粵語、葡萄牙语、普通话和英语）
- 出閘時，驗票閘門附近設有增值機，即使輕軌通餘額不足仍可以出閘，無需補票（僅限輕軌通）

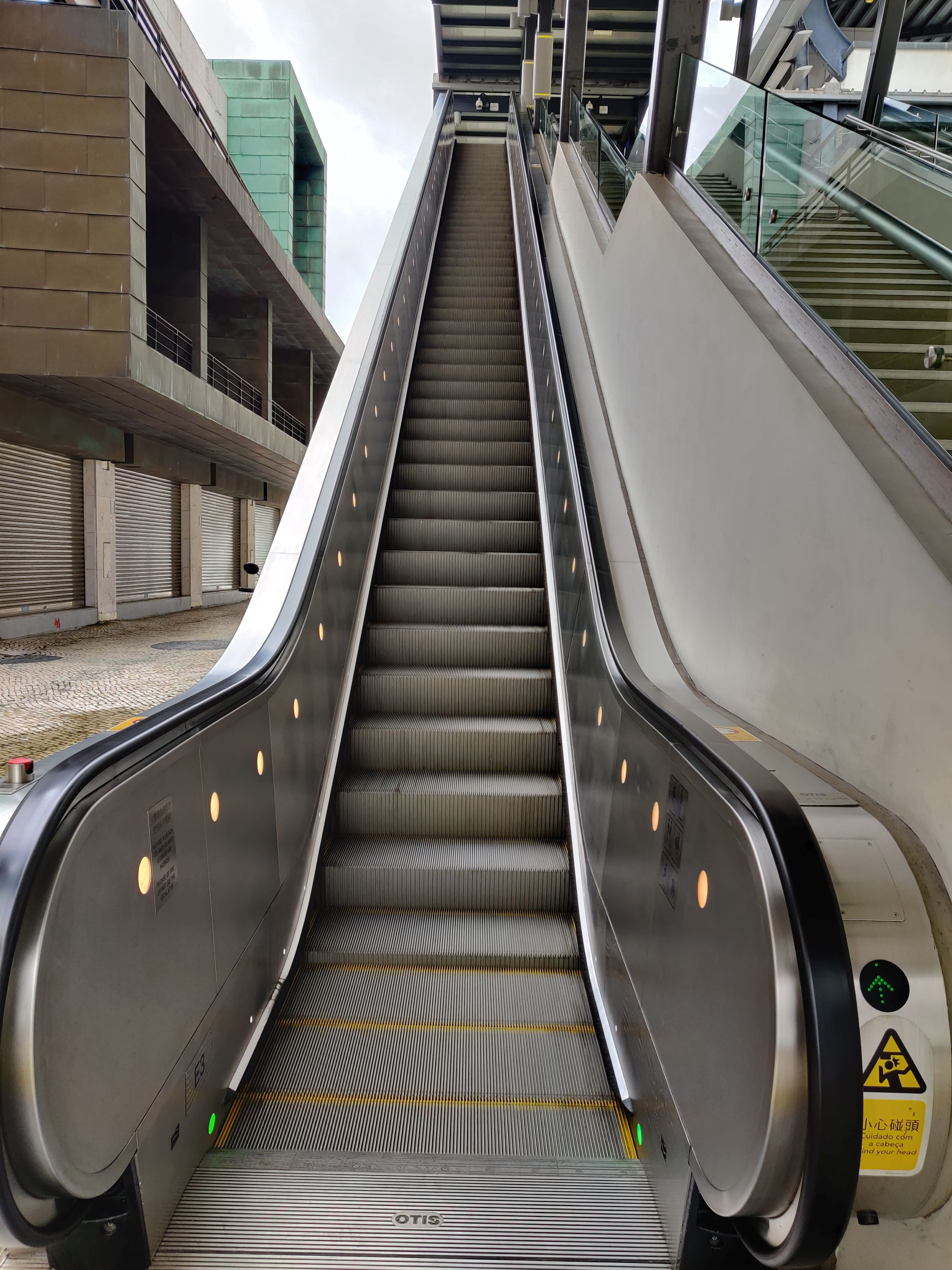
澳門輕軌的扶手電梯
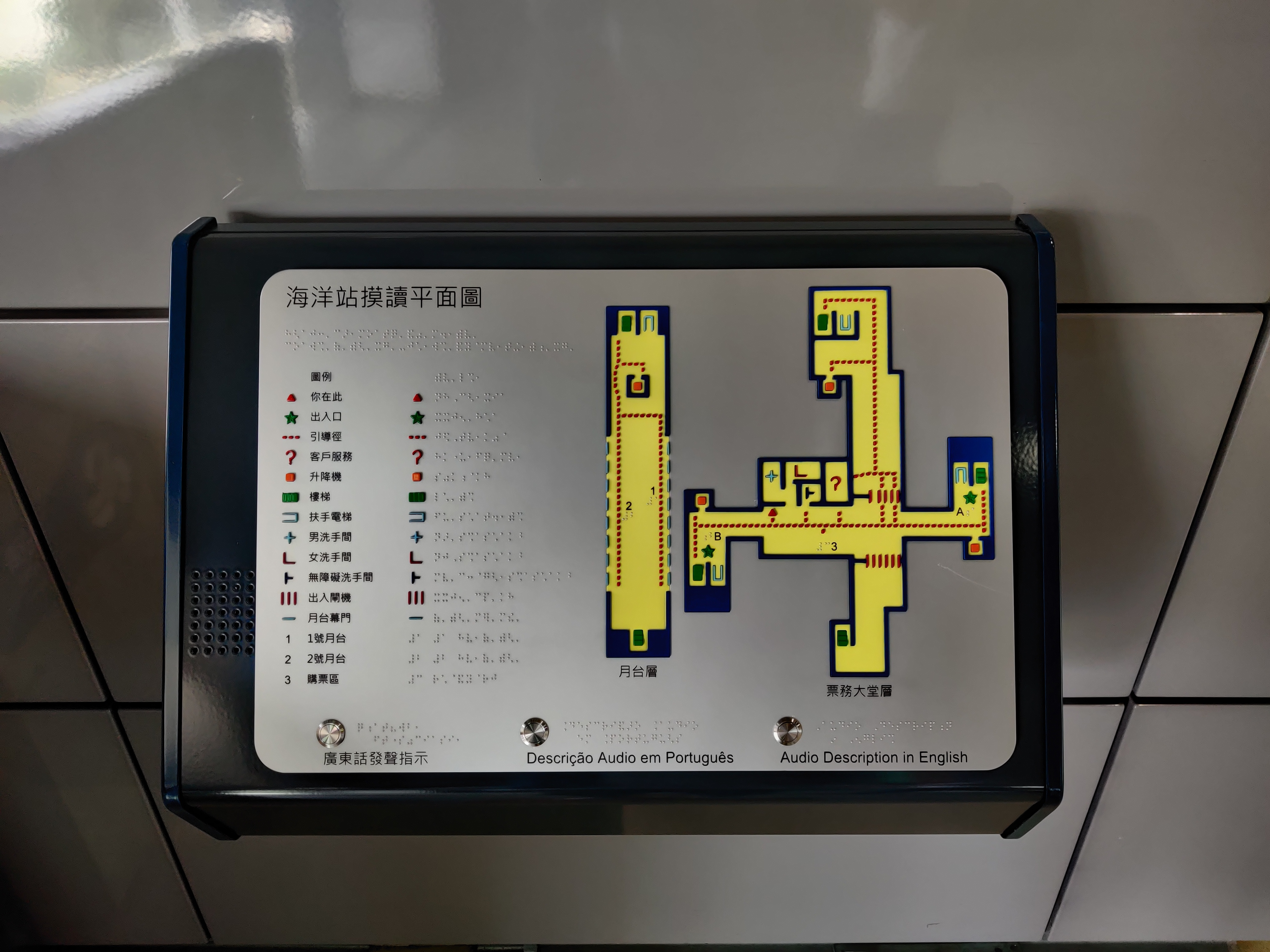
澳門輕軌的摸讀平面圖
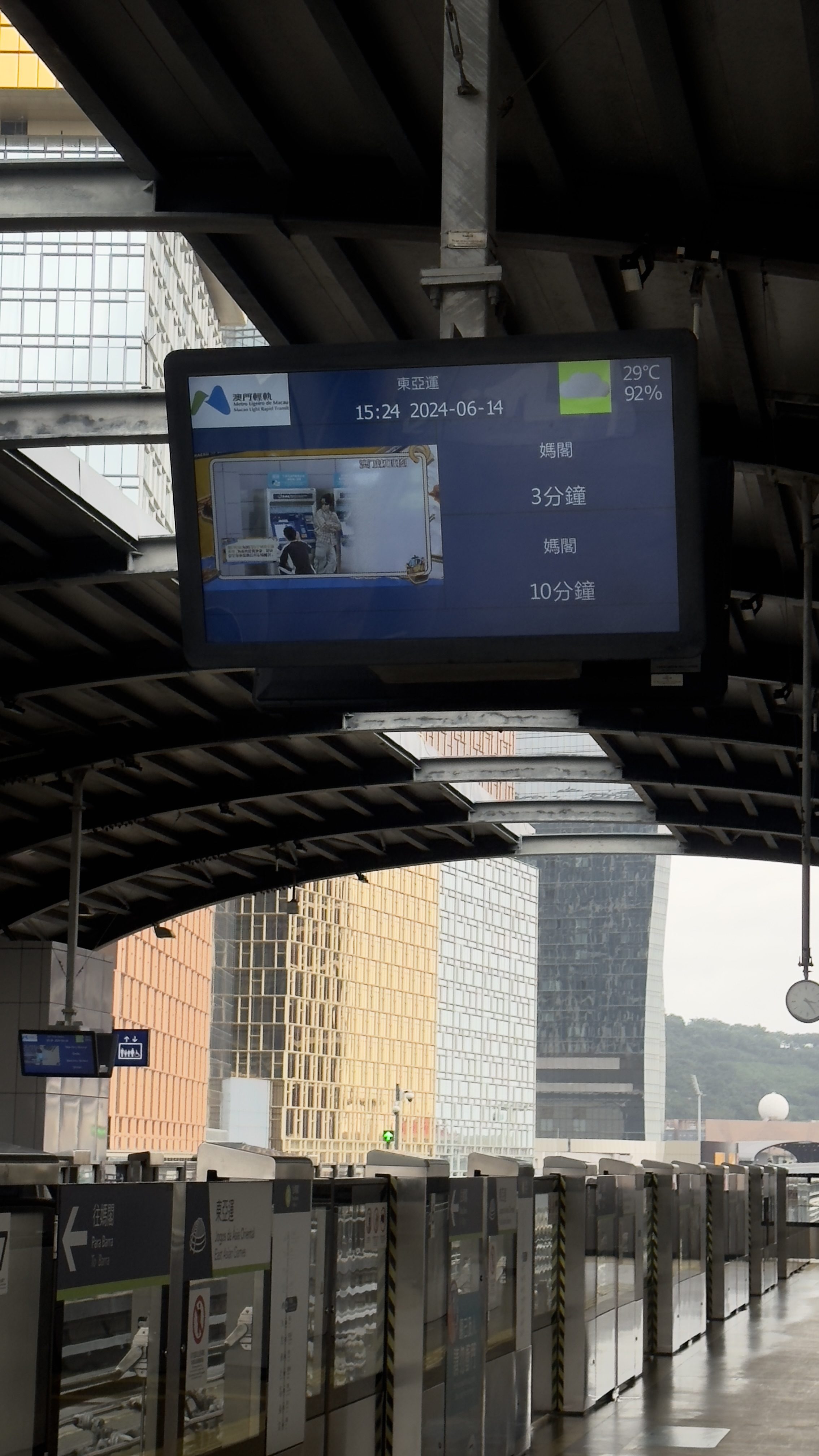
澳門輕軌站內乘客資訊顯示屏

### 車站
現時共設有15座車站。大部分車站為架空車站，海洋站為唯一地面車站，而媽閣站及橫琴站為地下車站。月台形式方面，大部分車站為側式月台設計，而協和醫院站（石排灣線月台）、石排灣站及海洋站則為島式月台設計。

#### 轉車站
於協和醫院站及蓮花站設有轉乘車站，均為通道轉乘，需經過收費區內通道步行一段距離至另一路線的月台。
| 車站       | 路线1    | 轉乘方式 | 路线2      |
| ---------- | -------- | -------- | ---------- |
| 蓮花站     | █ 氹仔線 | 通道轉乘 | █ 橫琴線   |
| 協和醫院站 | █ 氹仔線 | 通道轉乘 | █ 石排灣線 |

#### 車站設計
地上車站均採用開放式設計，其中氹仔線非出入境口岸車站採用灰黑色的統一風格，而三個設於出入境口岸的高架車站採用紅色為主調的設計。據運輸基建辦公室介紹，普通車站的設計與城市景觀相互呼應，而口岸車站的紅色設計展現動感與力量。

#### 車站結構及設施
地上車站為兩層建築結構，分別為票務層和月台層，而票務層與車站出入口行人天橋連接。
票務層設有自動售票機和入閘機，亦有客戶服務中心、洗手間等設施。而媽閣站更設有親子洗手間及哺乳室。
所有車站均安裝月台閘門或月台幕門。
車站設有無障礙設施，其中包括升降機、導盲磚、加寬的驗票閘機、盲文指示等。月台的建築設計亦與列車緊密配合，縮減兩者的間隙。

### 列車
經過澳門市民投票，由三菱重工設計的濱海巡航（OCEAN CRUISER）成為了澳門輕軌列車車款。濱海巡航以濱海度假勝地為設計概念，車廂外部的淡白藍色和深海藍色代表海層，車身兩旁的橙色波浪形圖案則代表着反射的陽光。透過列車前方的八角型玻璃窗往車廂外看，如從度假酒店的客房內向外觀賞景色；車廂內的間隔及扶手柱位的設計靈感來自帆船，扶手握把及落地扶手杆的圓形設計則帶出水面波紋運動的意象。
澳門政府於2011年3月用53.88億元訂購110節車廂，並於2014年1月花費8.22億再增訂購48節，兩批合共158節。第一批訂單中超過60節車廂已於2014年4月完成裝嵌。2018年5月以節省維護成本為由向三菱重工解除購置額外48節車廂的合約，並需賠償3.58億澳門元。
- 内部
- 座椅
- 车门
- 動態路線圖
- 濱海巡航列車

## 營運與服務

### 營運機構
澳門輕軌股份有限公司負責澳門輕軌的日常營運。
澳門輕軌的營運初期，港鐵（澳門）獲委託協助通車前期測試、系統啟用、組成營運團隊，以及首五年服務營運及設施維修保養，由2018年至2024年爲止。2024年4月1日起，與港鐵（澳門）合作的大部分工作改由澳門輕軌股份有限公司直接負責，並安排原於港鐵（澳門）的人員入職。

### 列車班次
周一至周四服務時間為06:30至23:15；周五六日及公眾假期服務時間為06:30至23:59，班次為每5-10分鐘一班。輕軌公司在官方網頁有發佈發車時刻表。
每逢長假期或大型活動舉行時，會視情況作出延長服務時間、使用4節車廂等調整，班次更增加至約5分鐘一班。如春節假期、五一假期、中秋節時加密班次，部分假期前夕或期間更延長服務時間至翌日01:00；隨後的除夕夜及農曆除夕更延長服務時間至翌日02:30；而2024年的農曆新年除夕更提供通宵列車服務。
據無線控制系統提供商京三製作所的資料顯示，澳門輕軌系統能以最密每95秒一班的班次密度運行。

### 客運量
氹仔線於通車的首兩個月免費乘搭，並於首月創下至今為止的最高紀錄。然而由於COVID-19疫情影響，2020年1月下旬起乘客量便大減至平均每日只有一千餘人乘搭。隨着2022年底解除各種疫情限制，乘客量回升至每日數千人。2023年12月延伸至澳門半島媽閣站、2024年下半年石排灣線和橫琴線通車後，乘客量翻倍並大致維持每日兩萬餘人的水平。
下表為各年、月全系統平均日運量。
| 2019年 | -      | -      | -      | -      | -      | -      | -      | -      | -      | -      | -      | 33,000 | 33,000 |  |  |
| 2020年 | 16,000 | 1,100  | 1,400  | 1,200  | 1,400  | 1,500  | 1,900  | 2,100  | 2,200  | 2,000  | 1,900  | 1,900  | 2,883  |  |  |
| 2021年 | 1,700  | 1,700  | 1,800  | 2,000  | 2,000  | 1,700  | 2,600  | 1,950  | 2,450  | 0      | 0      | 0      | 1,989  |  |  |
| 2022年 | 0      | 0      | 0      | 1,700  | 1,700  | 1,650  | 1,100  | 1,450  | 2,150  | 2,600  | 2,250  | 2,050  | 1,850  |  |  |
| 2023年 | 3,550  | 4,750  | 4,750  | 6,500  | 5,500  | 5,600  | 7,500  | 9,150  | 6,500  | 6,800  | 6,500  | 13,900 | 5,592  |  |  |
| 2024年 | 14,000 | 16,700 | 12,000 | 12,200 | 11,800 | 11,600 | 13,200 | 15,900 | 13,500 | 15,200 | 16,900 | 23,100 | 14,675 |  |  |
| 2025年 | 25,300 | 27,100 | 24,500 | 25,900 | 24,700 | 19,800 | 20,300 |        |        |        |        |        |        |  |  |

## 未來發展路線
《澳門陸路整體交通運輸規劃（2021-2030）》中提到推進輕軌系統「一站三線」建設，即媽閣站延線、石排灣線、橫琴線和澳氹東線。四項工程中，東線是唯一仍在興建的路線。工程完成後，屆時輕軌系統總長度將增加至約24公里，共21個車站，日均運載量增至約13.7萬人次，將貫通橫琴口岸、澳門國際機場、氹仔客運碼頭、關閘口岸及青茂口岸，並可在惡劣天氣情況下提供跨海公共交通。
除「一站三線」外，2025年，新一屆政府重新提出兩條路線：經澳門半島西側的筷子基、沙梨頭、內港碼頭等地連接關閘及媽閣的西線，以及經澳門半島南面連接媽閣及港珠澳大橋澳門口岸的人工島支線（南線）。兩條路線皆是早期規劃時提出，但後來擱置的路線：西線前稱第二期工程，南線則為第一期工程媽閣-外港碼頭段及港珠澳大橋線的結合。
財政方面，審計署報告顯示，氹仔線、媽閣站、石排灣線、横琴線和澳氹東線截至2022年12月的投資估算金額合共約為451.58億元。
| 路線         | 區間           | 長度       | 現況及工程進度 | 預計通車 | 估算金額 （澳門元） |
| ------------ | -------------- | ---------- | -------------- | -------- | ------------------- |
| █ 東線       | 關閘－氹仔碼頭 | 約7.65公里 | 興建中 （41%） | 2029年   | 216.58億            |
| █ 西延青洲線 | 青洲－關閘     | 約1公里    | 規劃中         |          | 216.58億            |

### 興建中的路線
- 東線：由關閘附近東側的海床作起點，途經東方明珠、澳門新城填海區的A區及E區的地底連接氹仔碼頭站，與氹仔線連接。於2023年10月20日正式動工，預計2028年完工，2029年通車[141][142]。

### 規劃中的路線
- 東線西延青茂：東線擬經過廣東省珠海市拱北口岸東南側V形地塊，延伸至青茂口岸[143][144][145][146]。目前正進行前期研究[147][148]。
- 市民運動公園支線：由青茂站引出起東延伸至北區市民運動公園地段，目前正進行前期研究[149]。
- 西線：又稱澳門輕軌第二期、澳門半島內港線，是一條穿梭澳門半島西北區、內港區的路線，總長度約5公里，沿途設七車站[141]，往來關閘及媽閣。計劃與原來的一期路線（澳門半島線）連接，實現澳門半島內的輕軌環狀線[150]。2025年2月，運輸工務司司長譚偉文在接受澳門立法會議員質詢時回應，政府會在興建東線的同時，政府會適時推動西線重新布局的可行性研究[151][152][153]。
- 南線：由港珠澳大橋線及澳門半島線組成，由媽閣站出發，經由澳門半島南部及東部，連接新城A區及港珠澳大橋澳門口岸。兩線曾分別因不符合經濟效益及引起爭議而擱置興建[154]，但於2025年重新提出。
- 橫琴線西延：由於廣珠澳高鐵計劃於横琴粤澳深度合作区市中心設站，於2023年9月展開澳門輕軌橫琴段西延線延長至高鐵站方案研究。延伸線計劃從橫琴口岸引出向西延伸至廣珠澳高鐵橫琴站，長約7至9公里[155]。

### 遠期規劃

澳門輕軌全部路線走向圖

- 路環延伸線：石排灣線有預留未來延伸至路環的技術及空間條件，但具體走線未定。在《澳門輕軌系統石排灣線可行性研究》中有收集對延伸至路環的意見，其中支持者佔多數。研究亦建議爲延伸路環另作研究及諮詢，然而至今仍未進行相關研究[156][157][158]。
- 氹仔北線：又稱氹仔北環線，穿梭氹仔島北面的新城填海區域。於2011年新城區總體規劃公眾諮詢中提出兩個草案：草案一提出連接新城D及E區，共設三站，並於新城D區中部進入氹仔城區；而草案二則提出連接新城C、D及E區，共設五站，並於新城C區停站後進入氹仔城區。兩個草案都建議在E區設轉乘站連接東線[141]。於2015年第三階段資訊文本中則只提出草案一的走線[159]。暫未有興建計劃。

## 工程

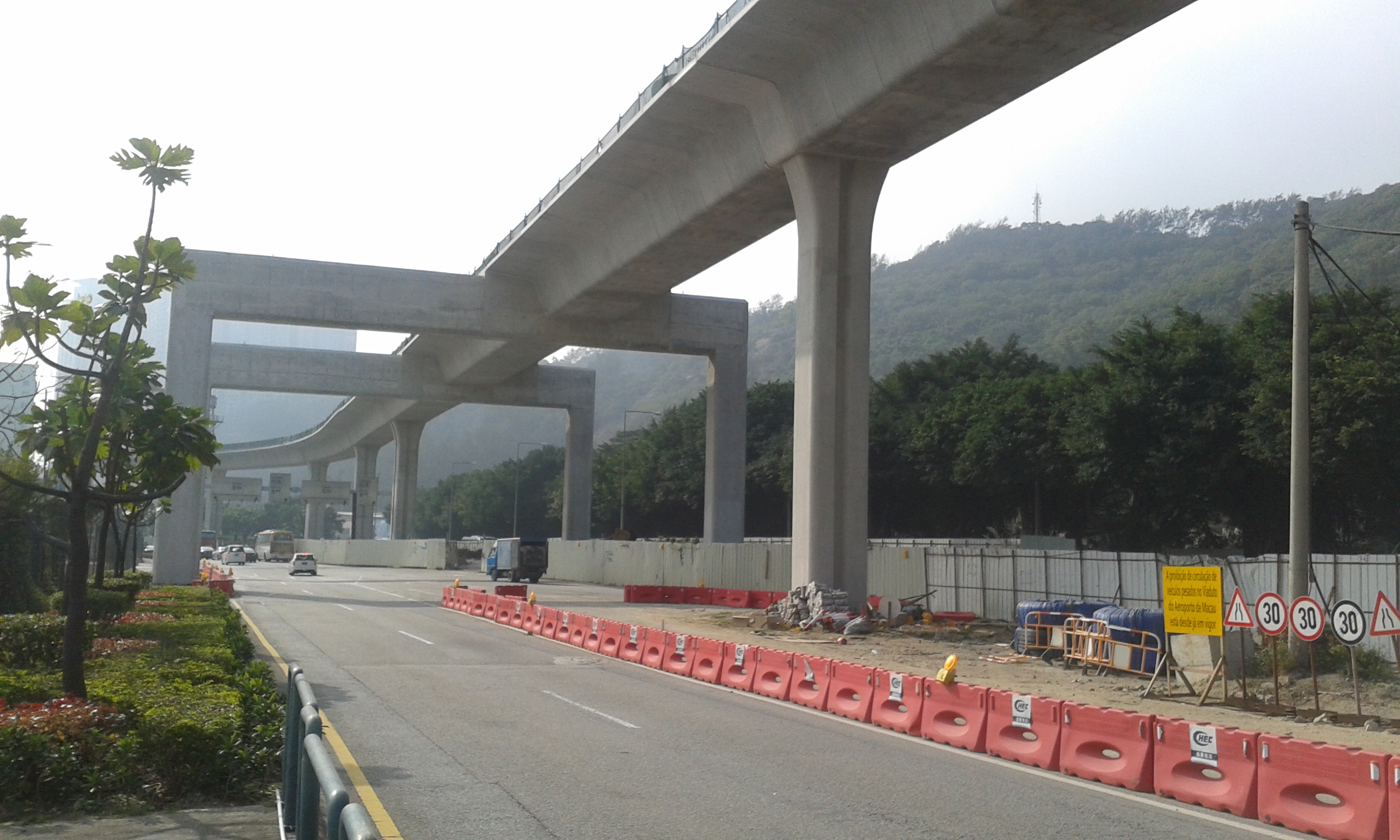
澳門輕軌機場段
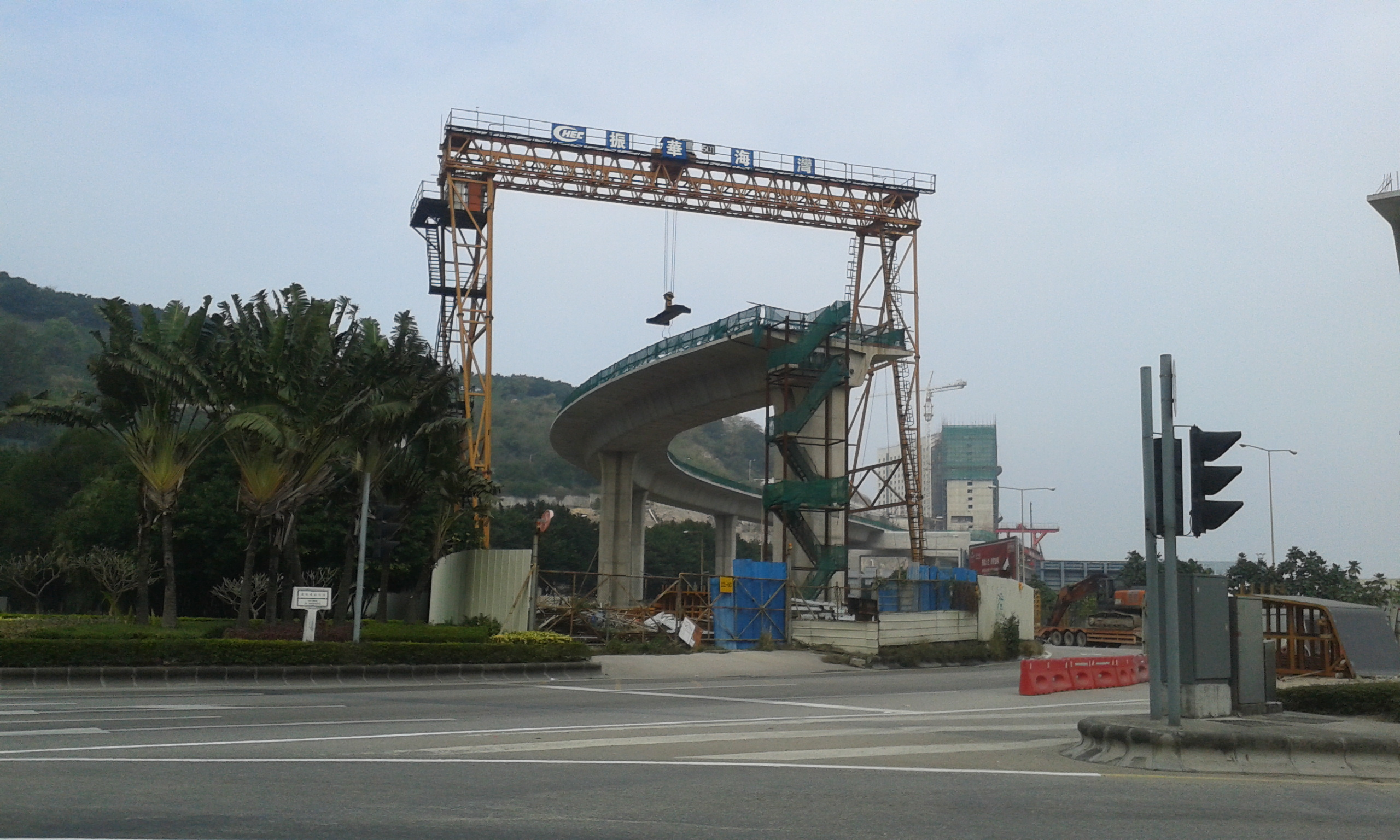
澳門輕軌機場段
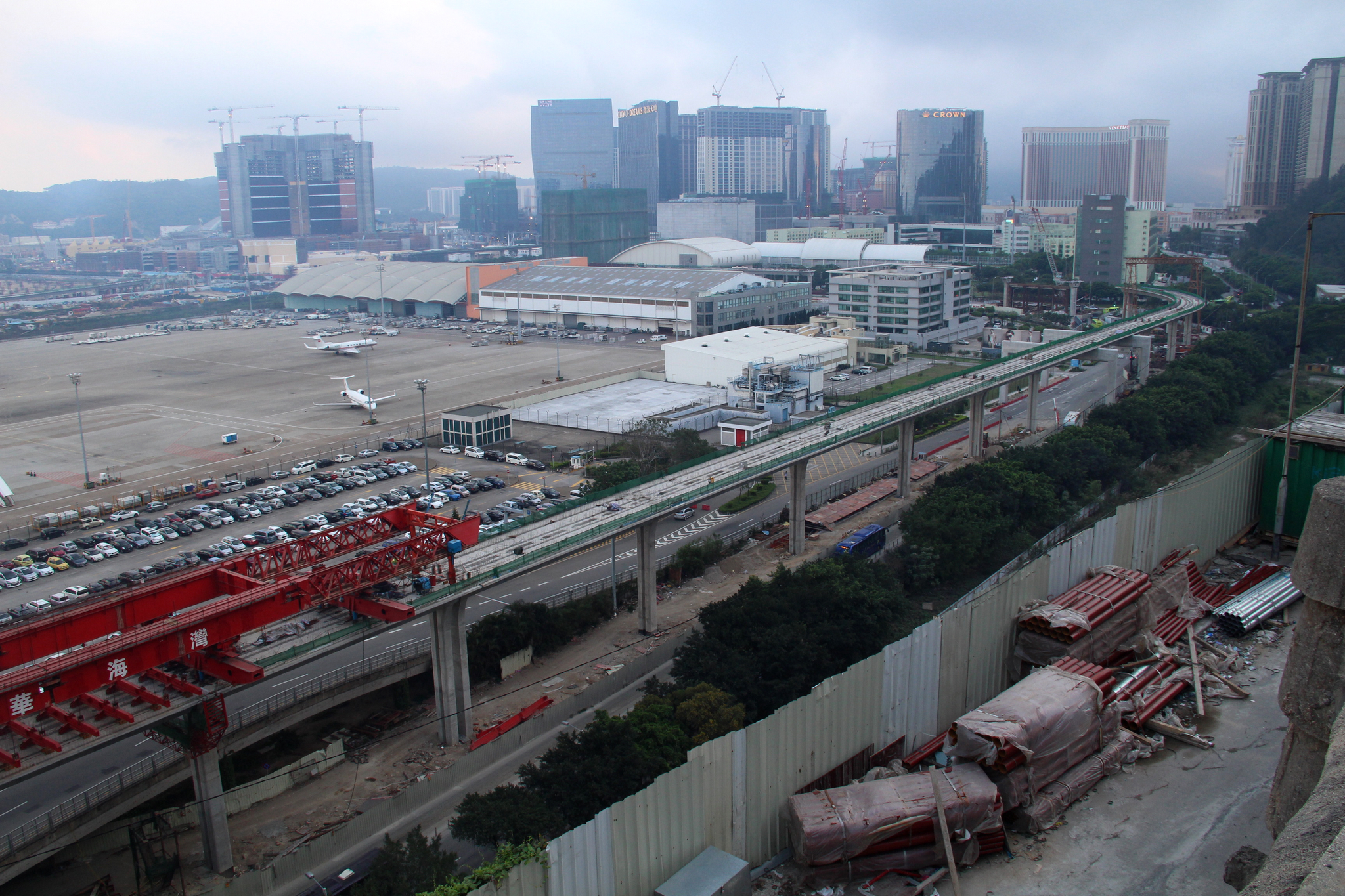
氹仔口岸段偉龍馬路高架橋
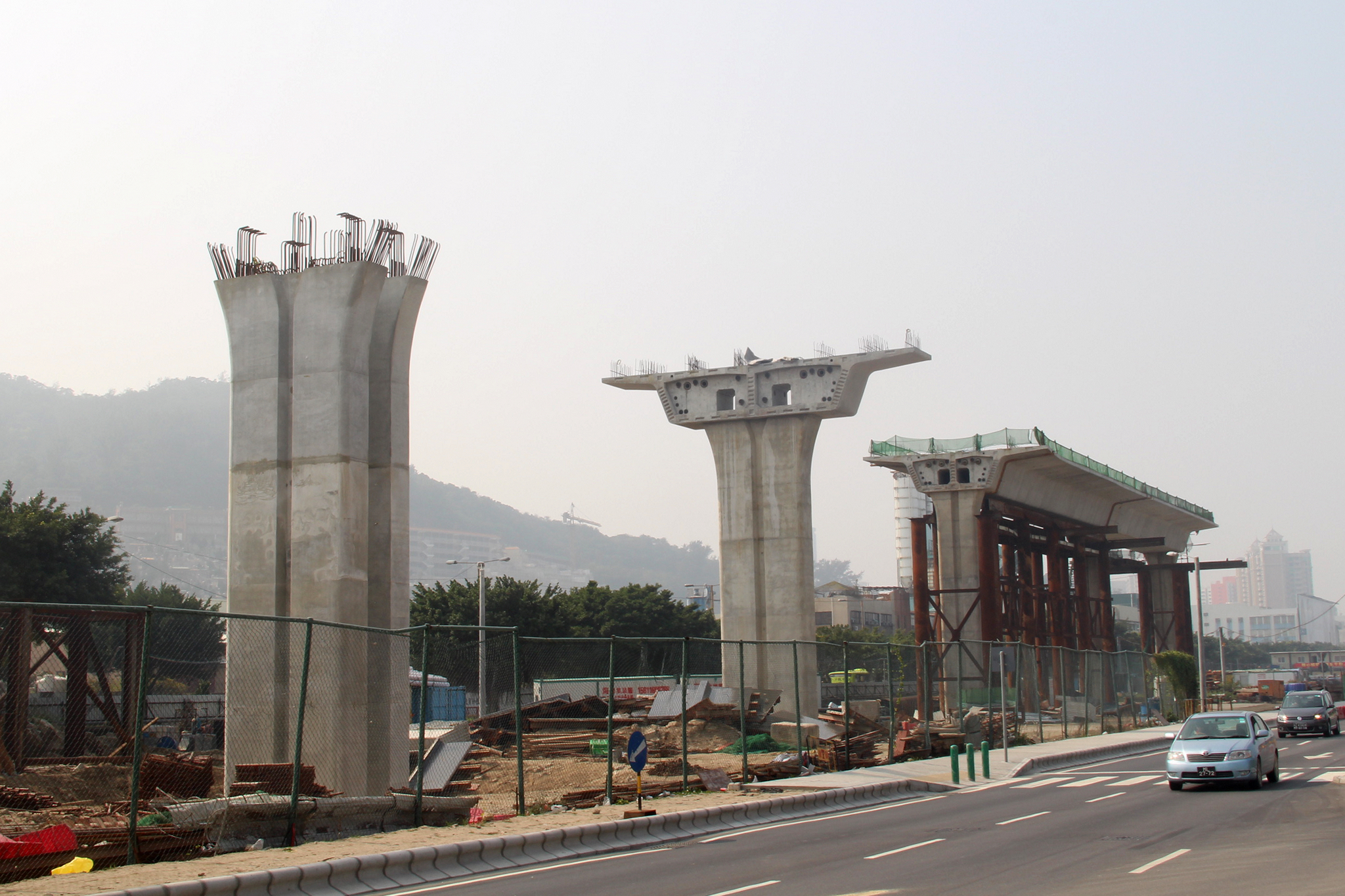
氹仔口岸段北安大馬路高架橋
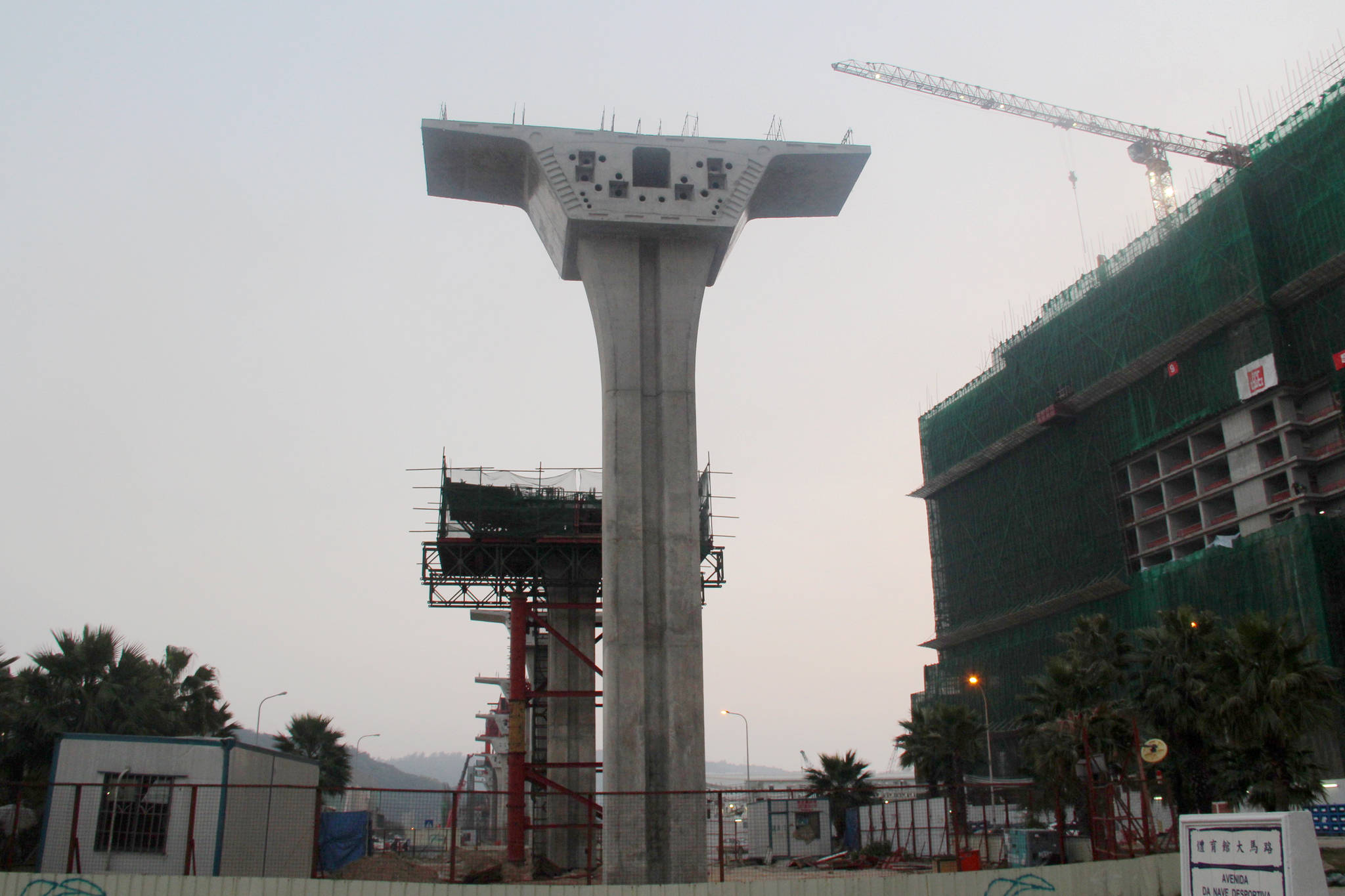
路氹城段體育館大馬路橋墩
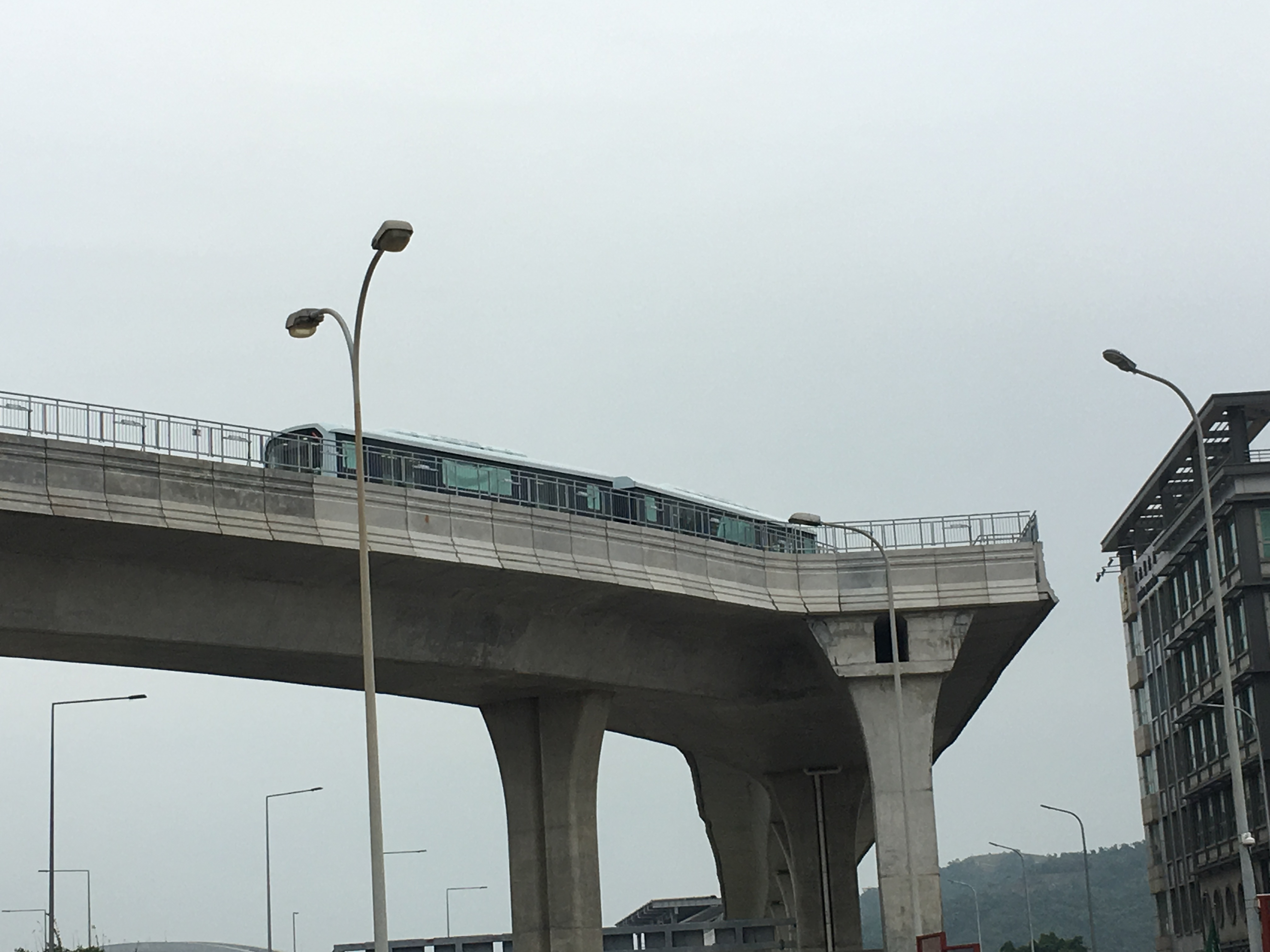
澳門輕軌運行

### 已完成的項目
| 完工時間      | 通車時間       | 項目名稱                      | 起訖            | 長度    | 車廠         | 估算金額（澳門元） |
| ------------- | -------------- | ----------------------------- | --------------- | ------- | ------------ | ------------------ |
| 2016年底      | 2019年12月10日 | █ 氹仔線 （第一期氹仔段）     | 氹仔碼頭-海洋   | 9.3公里 | 氹仔輕軌車廠 | 110億              |
| 2023年2月28日 | 2023年12月8日  | █ 媽閣站延線 （第一期跨海段） | 海洋-媽閣       | 3.2公里 | 氹仔輕軌車廠 | 45億               |
| 2024年5月31日 | 2024年9月1日   | █ 氹仔線                      | 新增協和醫院站  |         | 氹仔輕軌車廠 |                    |
| 2024年5月31日 | 2024年11月1日  | █ 石排灣線                    | 協和醫院-石排灣 | 1.3公里 | 氹仔輕軌車廠 | 30億               |
| 2024年9月30日 | 2024年12月2日  | █ 橫琴線                      | 蓮花－橫琴      | 2.2公里 | 氹仔輕軌車廠 | 50億               |

## 標識及吉祥物

澳門輕軌初代標誌，為公開徵集的得獎作品，曾廣泛應用，但最終營運時卻沒有採用
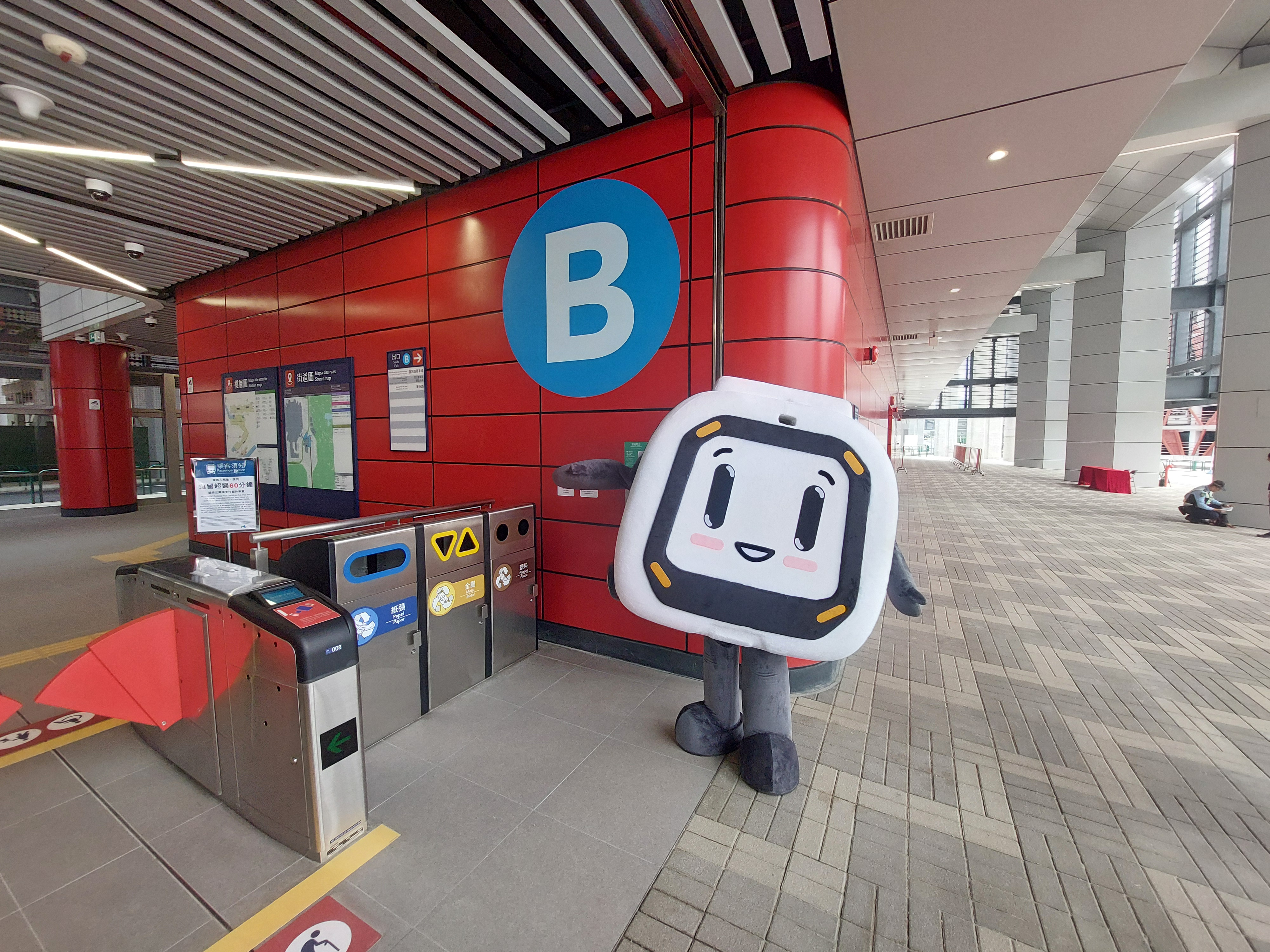
澳門輕軌吉祥物“輕仔”，於2019年12月10日氹仔線海洋至氹仔碼頭段正式通車被改良設計後的模樣

2011年5月20日至6月20日，運輸基建辦公室主辦「輕軌標誌及吉祥物設計比賽」，公開向全澳市民徵稿。由於反應非常踴躍，運建辦原定宣佈於同年7月15日公佈比賽結果後來宣佈延期。
設計比賽最終延至2011年7月25日公佈賽果，該標誌設計「最終採用獎」由黎甘雨獲得；相關比賽頒獎禮於同年11月12日舉行，而標誌於輕軌一期工程期間不斷採用，但正式通車前後最終沒有被採用，改為使用現有標誌將原有標誌優化改良。

## 事故

### 車票閘機故障
2020年1月1日，為方便市民參與倒數活動延長服務時間，惟不少乘客於2019年12月31日正常入閘，但在1月1日00:00後均出閘失敗，閘機顯示「車票無效」訊息。輕軌公司回覆查詢時表示，除夕午夜後未能出閘，涉及系統供應商在自動收費系統上的設定，在場職員已即時協助所有乘客有秩序出入，未有對服務造成影響。

## 爭議

### 廉政公署及審計署的專項審計報告
廉政公署和審計署於2012年9月6日分別發佈《關於輕軌路線行經澳門倫敦街及波爾圖街投訴的調查報告》及《輕軌系統第二階段專項審計報告》。廉署報告指出輕軌途經內街（倫敦街／波爾圖街）欠缺合理數據，認為主管部門在審議及決定澳門輕軌路段的設計和選定過程中，欠缺公佈全面技術數據及技術準則，廉署舉例指，主管部門在輕軌開始招標及施工前，仍諮詢消防局可否採用有軌列車及鐵路客運體系防火準則，令人質疑輕軌是以何準則設計。報告同時提出多個例子，包括有居民提出質疑時，運建辦才委託公司分析，說明在設計階段許多問題根本無深入思考及訂出各種可行性方案。
廉署報告也指出，若走倫敦街或走孫逸仙馬路的兩個方案皆為可行性方案，在技術及安全系數過關的前提下，最佳方案應是成本最輕、安全系數最高以及能夠配合未來城市發展、滿足已確定的城規計劃的要求。建議將輕軌路線改在以隧道形式在孫逸仙博士大馬路興建，將倫敦街改為行車道及行人道。而審計報告發現輕軌系統第一期的造價估算已超過110億澳門元，運輸基建辦公室有關輕軌造價的估算只反映靜態投資，即僅以當時物價計算需投入的建設費用，而並非反映動態投資，即通過推算未來數年施工期間的物價變動估算費用，致使造價估算未能反映既定工程規模及設計前提下未來需投入的資金總額。

### 第一期新口岸段之爭議
在新口岸段（皇朝區）原本計劃是走內街（倫敦街／波爾圖街），但因沿線居民擔心私隱、火災、噪音等問題而不滿。政府因着手修改新口岸段的走線根據2013年11月12日發表的澳門2014年度施政報告中，澳門輕軌新口岸段將會作出修改，由走內街（倫敦街）微調至走外圍（孫逸仙大馬路）。經過初步研究後，若果走外圍（孫逸仙大馬路）的話，藝園站和南灣站可能不保，輕軌第一期澳門段將會沒有任何一個站進入市區，輕軌覆蓋範圍亦將大減。而輕軌第一期澳門南段遲遲未決亦間接影響氹仔段的覆蓋效能以及便利通達的功能。
2014年6月3日，澳門輕軌第一期澳門南段已經定線並更改新口岸段的的走線，新口岸段由最初經倫敦街、在宋玉生廣場設站、然後經波爾圖街轉入城市日大馬路。現在改為經過金蓮花站後一直沿孫逸仙大馬路，然後再轉入城市日大馬路，中途在新增填海的地方設立科學館站，全部以高架的方式行走。

### 黑沙環走線爭議
2014年6月，運建辦公佈澳門半島北段走線三大方案「馬場東高架走線」、「勞動節高架走線」和「沿海高架走線」，其中「勞動節高架走線」的馬場東站及黑沙環公園站設在黑沙環公園上方，直接佔用公園的空間，同時影響給該區居民帶來噪音滋擾。運建辦找到當時設計公園的葡國人，重新設計公園。方案會削減附近的停車位利用高架橋作頂蓋，增加公園全天候的使用空間，在高架橋下種植攀縢植物，開發公園地下空間，設施不同的社區設施，增加公園的功能性。工程結束后，輕軌站僅佔公園一成空間，綠化空間增加二千五百平方米。此外，路軌採用全罩式隔音屏，減少噪音。
2014年8月24日，當地1000多名居民發起遊行反對興建計劃，批評政府「假諮詢」，質疑政府及社團聯手強推勞動節高架方案。居民又組成「輕軌黑沙環勞動節走線關注組」之後多次約見運建辦、消防局等政府部門，表達憂慮走線將會對交通、消防、樓宇結構安全等多個方面帶來嚴重影響，重申支持「沿海走線方案」。

### 輕軌一期工程持續超支
審計署在2015年1月19日公佈輕軌第三階段專項審計報告，批評項目估算數目錯亂情況持續。顧問公司及氹仔段承建單位長期工作不力，運建辦不依法監督、拖延誤事，致輕軌估算已由最初的42億元，大增至164億元（截至2017年底），且尙未封頂。並警告工程每延後一年便可能增加十多億澳門元開支，且成本會以複合增長累加。另外，輕軌一期已嚴重延誤，因澳門北段尚未定案，按五至六年工程推算，全段竣工日期約要延至2019至2020年間。審計署要求運建辦制訂更周詳及合理的工作計劃，重新審視及檢討過去因循舊有管理方式引致的失誤和謬誤，徹底防錯糾弊，從根本上解決問題。
2018年9月13日，審計署公佈輕軌第四階段專項審計報告，跟進輕軌系統制訂整體投資估算工作，發現運建辦2016年底制訂的輕軌短中遠期規劃共11條走線，包括5條動態、2條靜態估算及1條屬預算金額（氹仔線），投資估算已超過512億元。其中短期規劃的東線近210億元，氹仔線亦逾108億元，惟中期規劃的澳門半島內港線、遠期規劃的路氹北延伸線及路環延伸線，皆未有投資估算資料。審計報告批評，運建辦至今仍無法明確計算輕軌整體工程造價，且傾向以「邊做邊改」、「判給後才公布造價」的方式，製造「從來無講過輕軌用幾錢」、「沒有超支」的表面現象，長期逃避交代整體計劃的詳情，結果令輕軌工程脫離成本管控的合理範圍。
與世界上類似的工程（比如東京「百合海鷗號」）不同，澳門輕軌工程在動工前並無評估好預算和效益，造成完工無期、邊做邊改、預算無法封頂等亂象，澳門輕軌也因而被各媒體稱為「世紀大白象」，而這些亂象至今沒有人負責。

### 成本效益之質疑
自2019年12月10日氹仔線通車後，有評論指出，市民對整個基建系統均劣評如潮，故障問題時常發生，凸顯了輕軌的管理欠完善，更遑論經濟效益。自COVID-19疫情爆發和實施收費後，乘客量大減加上不能如巴士般直接付錢或用『澳門通』拍卡付費，加上出現多次故障，使市民不願乘坐輕軌。
2021年7月，石排灣線主體工程招標完成後，「我城社區規劃合作社」（下稱「我城」）發現乘客或需步行約500米，才能乘坐輕軌由石排灣公屋群和諧廣場去到直線距離1,000米外的協和醫院站。如乘客乘坐氹仔線去離島醫院，在協和醫院站下車後，步行約350米就到達離島醫院，完全不用乘坐石排灣線輕軌，也有網民認為石排灣線不能使到同月台轉乘，以及不能與橫琴線或氹仔線採取直通運行。建設發展辦公室回應有關言論，指特區政府須指出，石排灣公屋群和周邊大型屋苑，加上當時正在興建中的離島醫療綜合體，已形成一個新的小區，區內人流正逐步增加。從發展社區的角度考慮，無論是為當區居民前往氹仔島或澳門半島，或是未來氹仔居民需要前往離島醫療綜合體，將輕軌服務拓展至石排灣，能為市民提供多一項環保的交通工具作選擇，滿足往來澳門半島、氹仔及該區的不同出行需求，因此在規劃建設時已參考不同城市設計軌道交通系統的經驗，一般會以乘客步行約5至10分鐘（即500米服務範圍）作考慮設置車站，而石排灣線也是按這普遍準則設計車站選點。
2023年10月國慶“黃金周”長假期期間，輕軌氹仔線於澳門國際煙花比賽匯演比賽夜加開四節車廂和班次加密至5分鐘一次，並於其他時間增至9分鐘一班車，有訪澳的中國大陸旅客指氹仔線作用有限，希望儘快開通橫琴線及媽閣線，方便旅客往返橫琴口岸及澳門半島；亦有旅客希望購票方面可作優化，建議升級至電子方式購票。
2024年1月，傳新澳門協會理事長林宇滔認為，輕軌公司應盡快針對票價貴、轉乘沒有優惠及不方便、輕軌站與目的地的步行環境不友善、沒有具體班次時間等問題作出改善，才能吸引更多居民把輕軌當作日常出行的公交選擇；建議公佈詳細時刻表、於新巴士合同續期前解決輕軌與巴士優惠以及改善出入口接駁配套。同年2月，澳門旅遊局和澳門輕軌股份有限公司均回覆澳門立法會直選議員李振宇書面質詢，其中旅遊部門表示會持續透過印刷品、宣傳片、公交廣告等不同渠道向遊客介紹輕軌路線，推廣善用輕軌遊覽各區景點，同時透過新媒體並與網紅合作發佈旅遊攻略，串聯包裝各站點的周邊旅遊資源，宣傳輕軌遊的行程內容，吸引旅客到各區體驗；輕軌公司表示會積極配合特區政府的旅遊推廣措施，亦持開放態度歡迎各界與澳門輕軌合作推行不同的推廣活動，期望吸引更多的市民和旅客使用輕軌，並體驗和探訪澳門社區。

### 支付系統滯後、不提供巴士與輕軌轉乘車資優惠
自輕軌氹仔線開通後，使用澳門通的乘客可在車站內客務中心購買車票，但在2022年4月下旬起不能在車站內客務中心使用澳門通購買車票。
2022年5月17日，運輸工務司司長羅立文透露，正推進以澳門通乘搭輕軌的工作，輕軌於2022年4月下旬起暫停使用澳門通售票服務並且正在將機具進行安裝，但表明輕軌和巴士之間不會有轉乘優惠。羅立文則指，政府全資的輕軌難同私人公司「傾優惠」，不同公司間「都很難搞嗰啲優惠」。 
2022年5月24日起，乘客可持澳門通卡直接拍卡入閘乘坐澳門輕軌，並可享有相關車資優惠。
2023年6月5日，運輸工務司司長羅立文回應立法會議員提問時表示，由於輕軌購票系統於2008至2009年左右購買，相當落後。當初輕軌引入澳門通支付要和多方面商討，浪費不少時間，電子化更加複雜，暫難做到。曾探討輕軌及巴士的轉乘優惠，但很難商討，暫未有共識，相信短期無法改變。
2023年11月27日，澳門輕軌股份有限公司宣佈媽閣線於同年12月8日正式通車；眾多社會人士包括澳門立法會議員爭取輕軌與巴士之間推出轉乘優惠，以提高居民和旅客乘搭的意慾。運輸工務司司長羅立文於11月29日出席澳門立法會運輸工務範疇施政辯論時重申相關轉乘優惠「傾唔掂。」續指出，巴士公司與輕軌公司曾經商討，但未有達成，相信短期內不會推出，認為主要原因是兩間公司的性質不同，一間是「私人公司」，另一間是「政府公司」。
截至2024年2月，輕軌票務系統只接受澳門通或輕軌通直接拍卡出入站，導致每當部分公眾假期，甚至大型活動舉行結束後出現大量離開的人潮，加上部分旅客沒有澳門通或自備澳門元現金，導致大批散場乘客擁擠在客務中心人手購買單程票，造成一次又一次迫爆部分輕軌站，部分輕軌站一度被傳指單程票出現供不應求的情況。部分澳門立法會議員建議優化輕軌電子支付方式，如參考鄰近地區多以網絡或手機小程序作購票，以二維碼掃描形式入閘，以增強乘坐輕軌的其便利性；另建議在部分站點局部在閘機增設其他電子支付方式，或是參考巴士公司做法，在入閘位置派員人手掃描電子支付，便可以短時間內滿足不同人士需要；運輸工務司多次強調透過優化輕軌票務系統和引入多元的電子支付方式，為乘客提供更便捷的乘車體驗，澳門金融管理局表示會持續推動金融機構積極配合輕軌公司的入閘系統和營運安排，研究可助其受理更多支付工具的收款方案；雖然運輸工務司於2024年1月回應社會人士指表明政府有意推行“二維碼支付”，但形容好困難，主因是牽涉收費系統，若推行電子支付，對已經開通和建設中的輕軌路線，合共有近300個閘機需要更換，但當局有意朝電子支付方面考慮，因此短期內未做到。

### 大幅度調整公共巴士服務
2022年5月28日，交通事務局大幅度調整MT4路線，取消與輕軌重疊的馬會站至排角站一段的行程，除了被批評額外增加行車時間和增加道路負荷外，而更改走線目的被認為是由同年5月24日起持澳門通人士可直接入閘乘坐有關，變相目的是使受影響的人士被迫改用輕軌服務，同時使輕軌載客量上升；加上該局於同年5月24日公佈的《澳門陸路整體交通運輸規劃（2021-2030）》公開諮詢，提倡“輕軌為先，巴士為輔”有關，導致相關路線大規模調整氹仔一帶的走線和行程。
2023年12月8日，氹仔線正式延伸至澳門半島媽閣站，交通事務局先於12月2日起新增一條由媽閣交通樞紐連接至青茂口岸及關閘的61路線，亦同時調整10A及5AX路線行程，並分別更名為60及65路線，以加快疏導從媽閣站前往皇朝區及口岸區的乘客。至於與氹仔線重疊走線的MT4路線由2023年12月16日起，以配合離島醫療綜合體啟用的名義調整行程，遠離及取消行經輕軌氹仔線沿途各站出口旁邊的巴士站，改為行經路氹連貫公路、離島醫療綜合體、澳門葡京人、上葡京及氹仔輕軌車廠一帶。有關安排是為配合運輸工務司多次強調澳門未來出行方式將以“輕軌為主，巴士為輔”為先，對受影響乘客造成反感和不便。
2024年12月2日，橫琴線正式通車，全線行車時間約2分鐘，較由蓮花路一帶巴士站乘巴士前往橫琴需時約10分鐘，大幅節省時間。早在橫琴線開通前，多名離島社區服務諮詢委員會委員關注往返或途經橫琴澳方口岸的巴士路線如何調整或作出優化。2025年2月，交通事務局代表出席離島社諮委恆常會議上表示，因澳方口岸二樓交通樞紐平台及輕軌橫琴線仍處於啟用初期，仍需觀察掌握對巴士的影響，故暫時未有任何相關巴士優化調整計劃。2025年7月7日，澳門立法會舉行全體會議，議員林宇滔開注輕軌與巴士路線重疊問題，澳門特別行政區第六屆政府運輸工務司司長譚偉文回應時表示，巴士路線重整需與社會尋求共識，拉近兩者票價距離，並綜合研究巴士接駁輕軌站點及路線重整問題。

### 《輕軌氹仔線電纜故障》衡工量值式審計報告
2023年12月28日，審計署公佈《輕軌氹仔線電纜故障》衡工量值式審計報告，就2021年10月輕軌因電纜故障而全線暫停服務的事件展開調查，探討當初運建辦訂定電纜所採用的技術標準、制訂技術規格，以及驗收把關方面的情況。該審計報告指出自氹仔線由2019年12月10日起營運，於2020年1月13日發生首次電纜故障後，在不足2年內故障了18次，經常導致列車班次延誤；隨後於2021年10月20日至2022年4月停運5個多月，以更換全線電纜，引起關注並值得相關範疇認真正視、檢討不足、理清責任、嚴肅跟進。報告指出綜合第三方故障分析檢測報告，電纜事故是把關標準不嚴格，以涉事主因的銅帶屏蔽層，則沒有提出具體數值，只訂明材質、尺寸及繞包方式應符合當地國家的法規或標準。因此，具體技術規格需由供應商自行制訂；審計結果表明，相關部門在整體工程項目管理包括外聘第三方的的管控等多個方面存在一些問題，必須強調的是，即使將工作外判或聘請第三方協助，但並不代表部門的責任止於此，作為維護特區政府公共建設業主方利益的專責部門，需要採取適當的措施予以糾正和規範。
公共建設局表示高度尊重《報告》內容及提出的建議。對於所採用的電纜方面，該局認為輕軌行車系統於2009年開始招標，所採用的標準均是當時通用的標準，但隨著相關標準及技術的提升，對電纜的技術要求亦有所提高，現時延伸媽閣站、石排灣線及橫琴線均已採用提高了標準的電纜。而在檢測方面，對新標準之電纜，除進行一般要求的廠測以外，該局亦安排了獨立第三方檢測機構進行一系列的抽樣檢測。輕軌東線亦將增加檢測環節，積極採取優化措施，避免出現類似問題。

### 港鐵（澳門）職員轉職輕軌公司勞資爭議
2024年3月21日，有報章引述澳門立法會議員林宇滔表示，收到不少港鐵（澳門）員工反映，轉職至輕軌公司過程中，兩家公司對員工現有年資的處理避而不談，以及公司在未有補償年資下安排員工於4月開始轉職至輕軌公司。林宇滔又表示收到員工反映，輕軌公司無承認員工在港鐵（澳門）原有的年資，僅以新的聘用合同聘請；每年13個月薪酬由原來合同明確規定，變成在不公開的 "人員通則"內規定，相關福利未必得到完全保障；更甚有員工反映在轉職後雖然薪酬保持不變但無故被降職。
林宇滔批評相關舉措完全違反善意原則，甚至涉嫌違反《勞動關係法》，絕對不能、亦不應出現在獲專營判給及政府全資公司，他要求特區政府及輕軌公司落實監督合同的責任，並公開交代事件和跟進事態，確保港鐵（澳門）已轉入和將轉入澳門輕軌的約500名本地員工的合法權益不受任何損害。
當日傍晚澳門輕軌股份有限公司發出新聞稿，表示輕軌公司將於4月起直接負責澳門輕軌大部分運營及維修工作，為確保澳門輕軌日常營運不受影響，輕軌公司自2023年起陸續開展招聘人員程序。
此外，輕軌公司亦已要求港鐵（澳門）遵守法律處理人員離職安排，該公司亦為港鐵（澳門）的員工專門舉辦了17場講解會，介紹相關招聘及入職事宜。有關港鐵（澳門）員工就入職輕軌公司的各種查詢，已全數作出回應及跟進。但對於港鐵（澳門）員工轉職至輕軌公司後重新計算年資之事宜隻字不提
。
2024年3月22日傍晚，港鐵（澳門）發出新聞稿澄清公司立場，表示該公司一直竭力支持並配合輕軌公司自2021年第三季度起分批接管部分職能及相關的澳門員工的要求；又曾向輕軌公司提出有關轉職員工之公積金計算和工作年資等事宜之建議，另外又提到員工由港鐵（澳門）轉職至輕軌公司均嚴格遵循澳門相關的法律法規。新聞稿最後更指出港鐵（澳門）就澳門輕軌營運所產生的開支不能作出單方批准，暗指港鐵（澳門）的開支審核涉及其他方參與。
2024年3月24日，澳門立法會議員林宇滔就港鐵（澳門）員工轉職輕軌公司之年資及勞動權益等事宜，向立法會提出書面質詢。林宇滔批評相關舉措有損員工利益及嚴重影響公營企業形象，以及批評輕軌公司「完全未有交代」四月一日或之前由港鐵（澳門）轉入輕軌公司的員工年資、職級以及其他福利會否受影響等問題。另外，輕軌公司作為政府全資擁有的公共資本企業，他批評輕軌公司相關做法明顯違反《公共資本企業法律制度》中的「公平公正原則」。他促請政府合法合理處理員工轉職輕軌公司之相關事宜，保障員工權益及穩定員工士氣。
2024年3月26日，自澳門輕軌股份有限公司及港鐵（澳門）分別在3月21日及22日就員工轉職爭議發出新聞稿後，兩間公司再沒有就相關事件再作更多的說明及補充，勞資爭議事件繼續發酵。澳門立法會議員林宇滔亦再就港鐵（澳門）員工轉職澳門輕軌股份有限公司之年資及勞動權益等事宜，向澳門特別行政區行政長官賀一誠致函，要求行政長官賀一誠在輕軌營運交接日(即4月1日)前清晰交代處理方案，確保輕軌員工合法權益不受損害，同時監督輕軌公司的上級及監管部門，包括交通事務局、公共資產監督管理局等亦必須確保相關的員工轉職過程依法進行。隨函附上輕軌員工對是次轉職事件表達的意見及想法。相關信函亦同時抄送至運輸工務司司長羅立文、交通事務局局長林衍新、公共資產監督管理局局長陳海帆、澳門輕軌股份有限公司主席何蔣祺及港鐵軌道營運(澳門)一人有限公司。
2024年3月27日，澳門立法會議員林宇滔表示港鐵（澳門）向轉職輕軌公司的員工發放「特惠金」，「特惠金」按勞動關係法規定之解僱賠償方式計算。但就其他勞資爭議議題例如公積金問題、轉職後職稱被降級、轉職後職級被降級等問題尚未解決，相關解決方案並不盡如人意。除此之外，林宇滔引述輕軌職員表示，輕軌公司管理層的鐵路經驗比基層員工少，有「外行人管內行人」之嫌，而此次事件令人感覺管理層並不重視行業內的專業人才。林宇滔又表示輕軌公司管理層就員工轉職之處理手法差劣，以及此次事件已造成員工士氣嚴重受損及傷透人心，質疑未來輕軌公司如何做好管理及提供可靠的客運服務，以及要求特區政府就此次風波追究相關管理者的責任。
2024年4月1日，輕軌運營及維護工作改由澳門輕軌股份有限公司直接負責。同時，輕軌公司亦持續安排聘用港鐵（澳門）人員，至今已有超過400名原港鐵（澳門）人員於當天入職輕軌公司。而港鐵（澳門）的營運及維護服務合同於同年12月完結。

### 颱風後復運緩慢
2024年9月5日至6日，受超強颱風摩羯影響，地球物理氣象局發出該年首個八號風球共16小時，期間輕軌服務於八號風球前1小時即21:00分別由氹仔線兩端總站開出；亦是輕軌跨海段通車後首次在颱風影響下停駛。
2024年9月6日下午2時，氣象局正式改發三號風球，不少市民急於上班返回工作崗位，但輕軌服務未有如公共巴士或電召的士般於八號風球解除後同步恢復，引起社會質疑輕軌未能起到公交疏導作用，最終在風球改發後的兩小時才恢復營運；據澳門輕軌股份有限公司指引，輕軌路軌、電纜等設備硬件大多處於露天位置，路檢人員需於改掛風球後才開展檢查，或需要一定時間，且輕軌只有固定軌道，未能如巴士般若路上有障礙物可行駛其他通道，故在颱風下恢復出發的服務時間亦與巴士有所不同。交通諮詢委員會委員葉偉強表示，留意到網上有不少意見對地球物理氣象局改發三號風球時間尷尬，導致當天下午出現多處道路擠塞情況，他同時建議檢討輕軌從八號改發三號風球後的恢復時間，減輕路面塞車情況及疏導部分人流。傳新澳門協會理事長兼第七屆澳門立法會直選議員林宇滔則呼籲政府檢討輕軌定位和作用，與鄰近地區同樣有露天段的列車，在颱風期間仍能維持服務相比差距明顯，若輕軌能在交通高峰期有效運作，將有助緩解城市交通壓力。
2024年9月9日，輕軌公司在官網回應指，由於設施絕大部分暴露於戶外空曠環境，在受颱風等惡劣天氣情況時，容易受外來物件損壞。故此，在發出八號或以上風球時，基於乘客安全為前提，公司必須安排輕軌列車全線服務暫停，所有車站也會關閉；另基於工作人員安全考慮，只有當八號正式下調為三號時，才安排工程車輛沿線進行檢查，根據以往經驗全線檢查至於亦需兩小時，同時優化停運復運信息發佈安排
2025年6月25日，輕軌公司調整八號或以上風球發出前尾班車開出和風球解除後首班車復運的安排。
| 八號風球下輕軌服務安排       | 八號風球下輕軌服務安排                                             |
| 開出時間                     | 路線                                                               |
| 八號風球生效前尾班車開出安排 | 八號風球生效前尾班車開出安排                                       |
| ---------------------------- | ------------------------------------------------------------------ |
| 八號風球生效前40分鐘         | █ 氹仔線、 █ 橫琴線（由橫琴站開出）、 █ 石排灣線（由石排灣站開出） |
| 八號風球生效前15分鐘         | █ 石排灣線（由協和醫院站開出）                                     |
| 八號風球生效前10分鐘         | █ 橫琴線（由蓮花站開出）                                           |
| 八號風球解除後復運安排       |                                                                    |
| 八號風球解除時               | █ 橫琴線                                                           |
| 八號風球解除後約5分鐘        | █ 氹仔線（協和醫院→海洋）                                          |
| 八號風球解除後約15分鐘       | █ 氹仔線（蓮花→氹仔碼頭）                                          |
| 八號風球解除後約20分鐘       | █ 石排灣線                                                         |
| 八號風球解除後約30分鐘       | █ 氹仔線（氹仔碼頭→海洋）                                          |
| 八號風球解除後約40分鐘       | █ 氹仔線（媽閣→氹仔碼頭）                                          |

### 假期期間接連發生故障及突發消息發佈安排不及時惹坊間批評
2024年9月29日，在慶祝中華人民共和國國慶75周年免費乘車日首日，氹仔線於下午1時半起出現故障，導致乘客滯留車站超過半小時，在故障後40分鐘才公佈列車延誤，隨後在下午近3時才宣佈除媽閣站至海洋站一段外，其他站點全線暫停，到下午約4時左右才全線恢復營運。故障事件引起坊間及訪澳旅客批評，包括輕軌公司未有及時進行消息發佈，並未有安排免費接駁巴士往來氹仔線沿線站點，更有社會人士要求輕軌公司檢討應變機制如何及時發佈、處理、調查事故原因，以及要求輕軌公司就故障事件應在24小時內向交通事務局提交初步調查報告，除此之外，八號風球下停運及復運安排、票務系統過時爭議及員工轉職事件等影響輕軌公司的形象及員工整體士氣，加上相關部門並未有按照《公共資本企業法律制度》對輕軌公司依法進行營運績效評核監督及整頓，導致輕軌公司長期經營不善。
2024年10月15日，澳門輕軌股份有限公司表示，就不足一個月內兩度發生列車故障，已與列車系統供應商三菱重工召開緊急會議，要求供應商必須查明和釐清故障原因，並提出改善措施建議，以防再次出現同樣問題。輕軌公司另於2024年11月中旬回覆澳門立法會直選議員顏奕恆關於優化輕軌配套服務的書面質詢時透露指除了持續優化輕軌電子支付方式，在遇有突發情況時，輕軌公司已有既定的機制和程序，讓乘客在安全和有序情況下離開列車和車站，並向當局通報輕軌運營事件、事故及意外，亦會按照法律法規的相關要求作跟進。對於故障事件影響系統運作和服務，已要求列車系統供應商必須查明和釐清故障原因，並提出改善措施建議，以防再次出現同樣問題。會檢視及優化信息發佈，讓公眾掌握復運安排。輕軌公司亦有既定機制，視乎情況酌情處理有關票務事宜。
2025年1月18日，運輸工務司司長譚偉文與多個組織座談會，其間表示相關部門會致力解決，包括列車故障、極端天氣後復運需時較長等問題，亦會與各範疇加強跨部門合作，做好整體規劃，優化監督機制，進一步完善城市建設及基建項目。
2025年4月20日，在復活節假期第三天，氹仔線於當天上午10時半左右出現供電故障，導致一輛開往媽閣站方向即將駛入馬會站的列車中途停頓，約有30名乘客被困車廂，其中一名五旬本地男子不適但拒絕送院。期間氹仔線媽閣站至協和醫院站列車服務一度暫停近三小時，澳門輕軌股份有限公司作致歉指將進一步檢查系統及完善事故通報、現場指示等安排。有乘客指輕軌公司沒有加強指示、公佈或提示輕軌出現服務故障，影響輕軌服務的印象。有本地社會團體直指輕軌系統運營穩定性不足的根本性問題、信息發布透明度不足，建議在事故發生後應增加臨時接駁巴士的頻率，建立“15分鐘應急通報機制”，確保公眾在突發事件中能即時獲取信息，及時調整行程，減少對出行造成的影響。澳門立法會議員施家倫促請當局交代在利用數據化分析故障和潛在問題的應用情況，建議加大投入合適的智慧化系統，提升輕軌服務品質和安全性，應對未來不斷增長的客流量及運營壓力。另一議員李良汪表示輕軌故障期間僅於通知形式在網站公佈，影響居民和旅客使用服務，呼籲當局及輕軌公司檢討通報機制，促請政府加強信息透明與管理水平，又提到高架車站候車區採用非密封式設計，每逢遇上暴雨，雨水便從上蓋滲入候車區，嚴重影響候車環境。交通咨詢委員會委員張淑玲表示，頻繁故障不僅影響居民日常出行，更損害澳門旅遊城市的形象，她督促檢討並查明故障成因，完善事後通報機制以降低對乘客的影響。

## 備註
1. ↑  12歲以下小童、未持有輕軌通或澳門通的年滿65歲的長者或殘疾人士
2. ↑  直至2022年6月份資料，對南北兩段建造工程的估算金額，包括：土木及結構工程159.97億元、列車系統工程約31.2億元、顧問費約15.1億元、工程預留應急開支約10.31億元

## 外部連結
- 官方网站